# Katowice

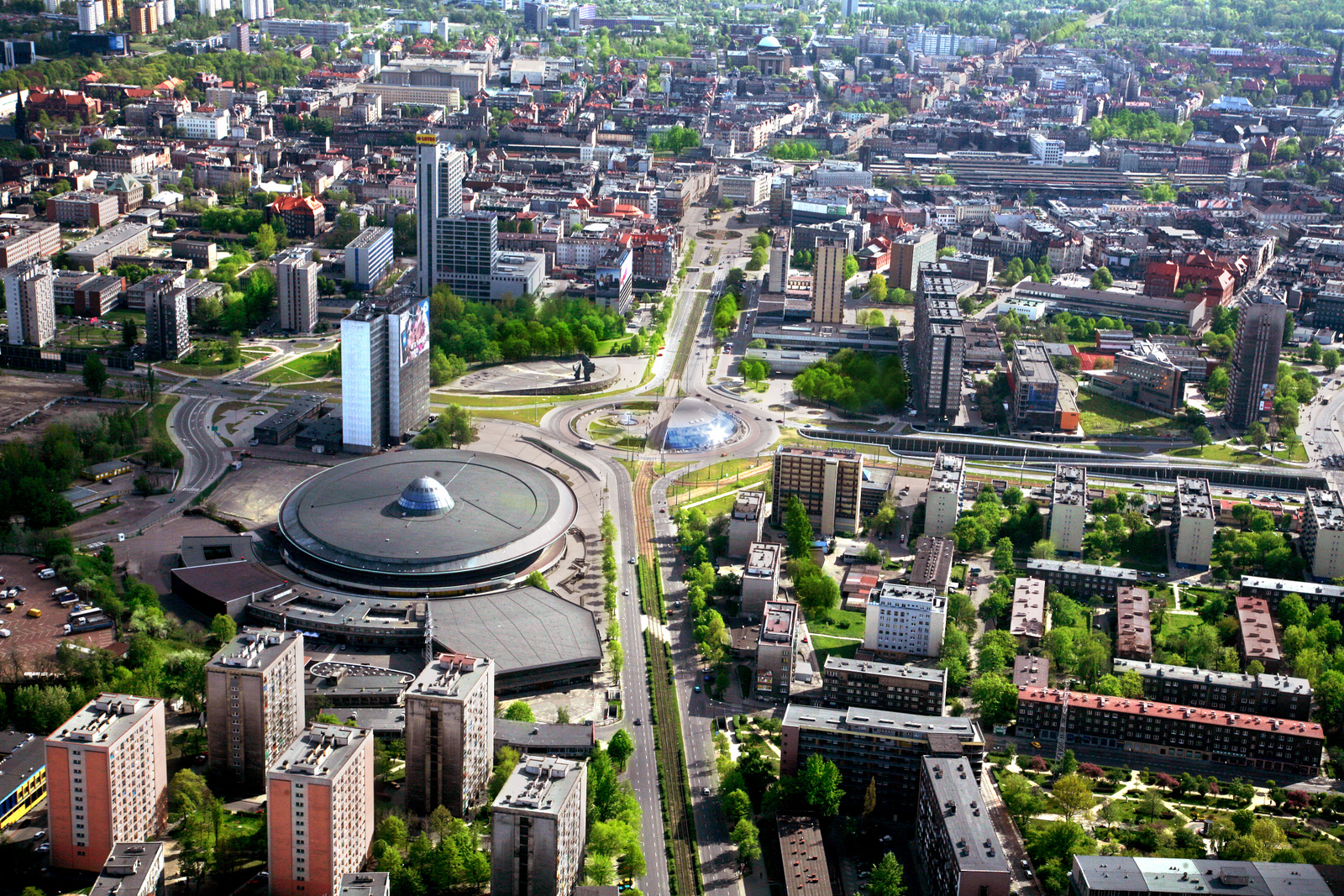
Bereich um das Stadtzentrum aus der Vogelperspektive

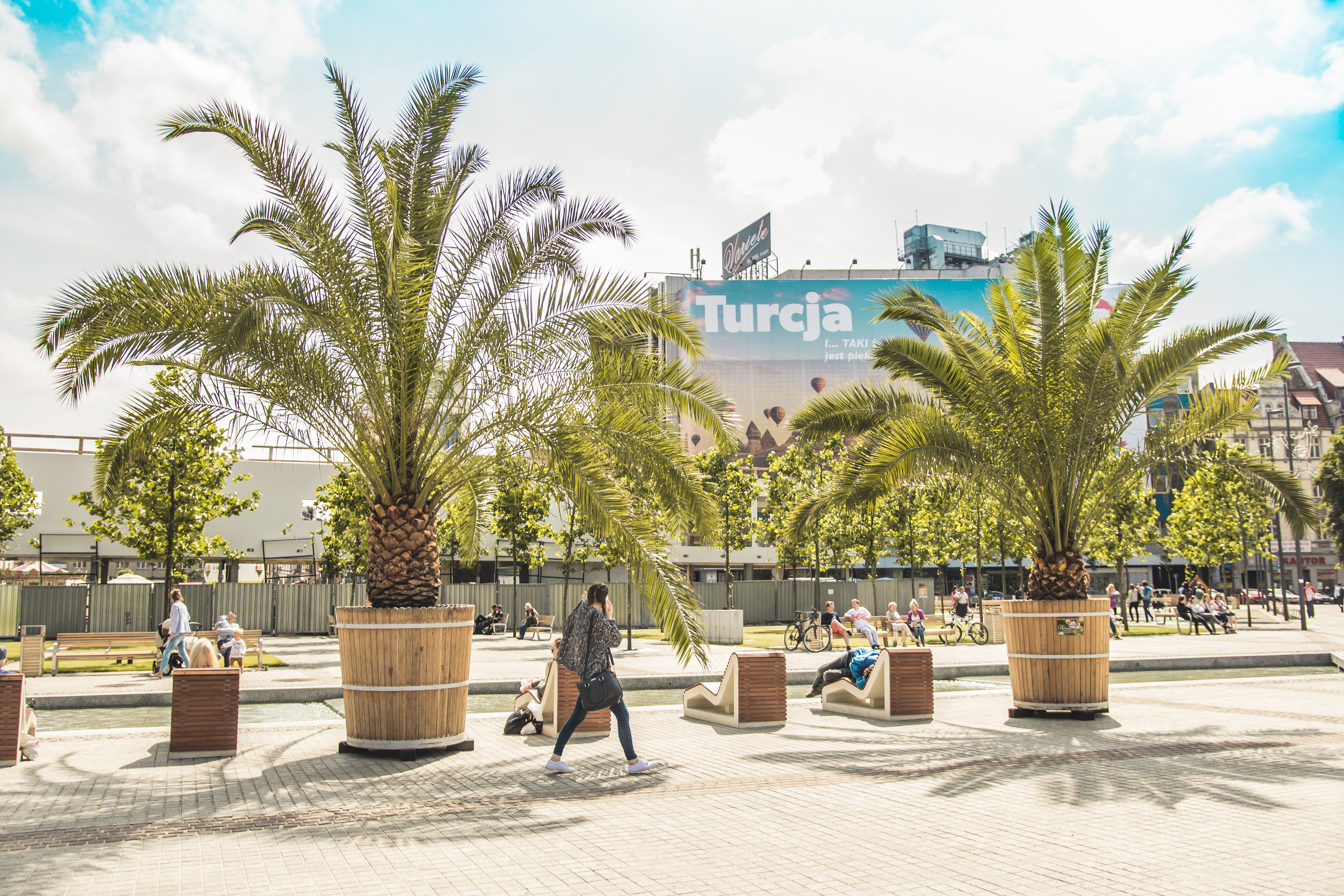
Blick auf das Zentrum von Kattowitz

Katowice ⓘ [katɔ'vʲitsɛ], deutsch Kattowitz, ist die Hauptstadt der polnischen Woiwodschaft Schlesien. Sie hat über 282.000 Einwohner.
Die knapp 80 km westnordwestlich von Krakau im Oberschlesischen Industrierevier liegende Stadt ist das Zentrum der Metropolregion Silesia, zu der je nach Definition zwischen 2,5 und 5 Mio. Einwohner gezählt werden. In der Gegend existieren reichhaltige Kohle- und Erzlagerstätten. Die Stadt ist ein wichtiger und florierender Wirtschaftsstandort, wobei die wirtschaftliche Bedeutung der Bergwerke und Schwerindustrie immer mehr zugunsten der Dienstleistungsbranche, Elektroindustrie und Informationstechnik abnimmt.
Ab 1742 gehörte Kattowitz zu Preußen und entwickelte sich im Gefolge der industriellen Revolution im 19. Jahrhundert vom unbedeutenden schlesischen Dorf zu einer Industriestadt, die ab 1871 Teil des Deutschen Kaiserreichs war und nach dem Versailler Vertrag mit der Teilung Oberschlesiens im Jahr 1921 an Polen fiel. Während der Zweiten polnischen Republik 1922 bis 1939 war Katowice Hauptstadt der Autonomen Woiwodschaft Schlesien. Nach der deutschen Besetzung 1939 wurde sie 1941 Hauptstadt des Gaus Oberschlesien, nachfolgend in der Volksrepublik Polen wieder Hauptstadt der Woiwodschaft. 1924 überschritt die Einwohnerzahl die 100.000er-Marke, wodurch es zur Großstadt wurde. 1953 bis 1956 trug die Stadt den Namen Stalinogród.
Kattowitz ist Universitätsstadt, katholischer Erzbischofs- sowie evangelisch-augsburgischer Bischofssitz (→ Evangelisch-Augsburgische Kirche in Polen); vom 3. bis 14. Dezember 2018 fand hier die 24. UN-Klimakonferenz statt (United Nations Framework Convention on Climate Change bzw. 24th Conference of the Parties, kurz COP 24).

## Geographie

### Geographische Lage

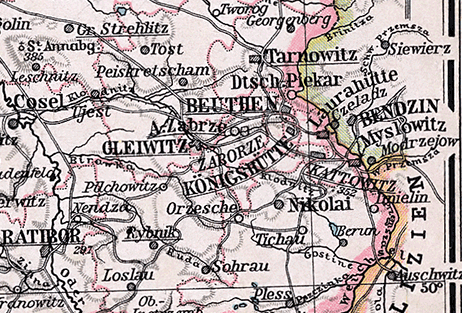
Kattowitz ostsüdöstlich von Gleiwitz auf einer Landkarte von 1905

Die Stadt liegt im äußersten Osten der Region Oberschlesien auf einer von Beuthen bis nach Kattowitz reichenden Hochebene, die reiche Steinkohlevorkommen besitzt und einen Teil des Schlesischen Hochlandes darstellt. Dies ist auch die Übergangszone der Beskiden zu den polnischen Mittelgebirgen. Für die Höhenlage ergeben sich in Kattowitz Werte zwischen 266 und 352 m Höhe über dem Meeresspiegel, der Durchschnittswert in der Stadt liegt bei 272 m ü. NHN. Die wichtigsten Flüsse, die die Stadt durchziehen, sind die Rawa, die in Ost-West-Richtung fließt, und die Klodnitz, die südlich der Innenstadt nahe dem Ortsteil Brynów (Brynow) entspringt und dann im Westen das Stadtgebiet in Richtung Ruda Śląska (Ruda O.S.) verlässt.

### Ausdehnung des Stadtgebiets
Das Stadtgebiet von Katowice hat eine Fläche von 164,6 km², von der etwa 40 % Wälder einnehmen, weitere 20 % sind Grünflächen, womit die Stadt zu den grünsten in der Region zählt. Wegen der Größe des Stadtgebiets ergeben sich auch Unterschiede in der Flächennutzung. Die größten bebauten Flächen dehnen sich in Bogenform von Südwesten bis nach Norden zur Innenstadt und weiter Richtung Nordosten aus. Im Osten, aber vor allem im Südosten befinden sich ausgedehnte Waldgebiete und nur vereinzelt Siedlungen.

### Stadtgliederung

Stadtteile von Kattowitz

Seit dem 29. September 1997 besteht Katowice offiziell aus fünf Stadtbezirken (zespoły dzielnic), die wiederum in 22 Stadtteile (dzielnice) gegliedert sind.
| I. Innenstadt (Stadtbezirk) - 1. Śródmieście (Innenstadt) - 2. Koszutka (Kossutka) - 3. Bogucice (Bogutschütz) - 4. Osiedle Paderewskiego-Muchowiec (Muchowietz) II. Nördliches Stadtgebiet - 5. Załęże (Zalenze) - 6. Osiedle Witosa - 7. Osiedle Tysiąclecia (Tauzen), früher (Bedersdorf) - 8. Dąb (Domb) - 9. Wełnowiec-Józefowiec (Hohenlohehütte-Josephsdorf) III. Westliches Stadtgebiet - 10. Załęska Hałda-Brynów (Zalenzer Halde-Brynow) - 11. Brynów-Osiedle Zgrzebnioka (Brynow) - 12. Ligota-Panewniki (Ellgoth-Panewnik) | IV. Östliches Stadtgebiet - 13. Zawodzie (Zawodzie) - 14. Dąbrówka Mała (Eichenau) - 15. Szopienice-Burowiec (Schoppinitz-Burowietz) - 16. Janów-Nikiszowiec (Janow-Nickischschacht) - 17. Giszowiec (Gieschewald) V. Südliches Stadtgebiet - 18. Murcki (Emanuelssegen) - 19. Piotrowice-Ochojec (Petrowitz-Ochojetz) - 20. Zarzecze (Zarzytsche) - 21. Kostuchna (Kostuchna) - 22. Podlesie (Podlesie) - Nr. 9 (Welnowiec – Jozefowiec) |

Da bei dieser amtlichen Aufteilung teilweise mehrere Orte zu Stadtteilen zusammengelegt sind und neben diesen Stadtteilen noch weitere Siedlungen und Kolonien bestehen, sind alle aktuellen und historischen Stadtteile von Katowice in einem eigenen Artikel zusammengefasst.

### Nachbargemeinden
Die kreisfreie Stadt ist relativ zentral im Oberschlesischen Industrierevier gelegen und hat als Zentrum dieses Ballungsraumes viele Nachbarstädte bzw. Landkreise, die an die Stadt angrenzen. Im Norden ist dies Siemianowice Śląskie und dann im Uhrzeigersinn, also ostwärts, Sosnowiec, Mysłowice, der Powiat Bieruńsko-Lędziński mit der Stadt Lędziny, Tychy, der Powiat Mikołowski mit der Stadt Mikołów, Ruda Śląska und Chorzów.

### Klima
In Katowice herrscht überwiegend maritimes Klima vor, das jedoch in kontinentales Klima übergeht. Die Jahresdurchschnittstemperatur beträgt 7,9 °C, das Jahresmittel der Niederschläge 723 mm. Aus Richtung Osten ist Kattowitz wegen des nahegelegenen Krakau-Tschenstochauer Juras vor Winden geschützt, so dass schwache Westwinde von nicht mehr als 2 m/s überwiegen.

## Geschichte
Der Name der Stadt ist erstmals 1598 als Katowicze belegt. Davor gibt es jedoch Zeugnisse zu heutigen Stadtteilen. Dąb wird bereits 1299 erwähnt, Bogucice ab 1397.

### Im preußischen Staat

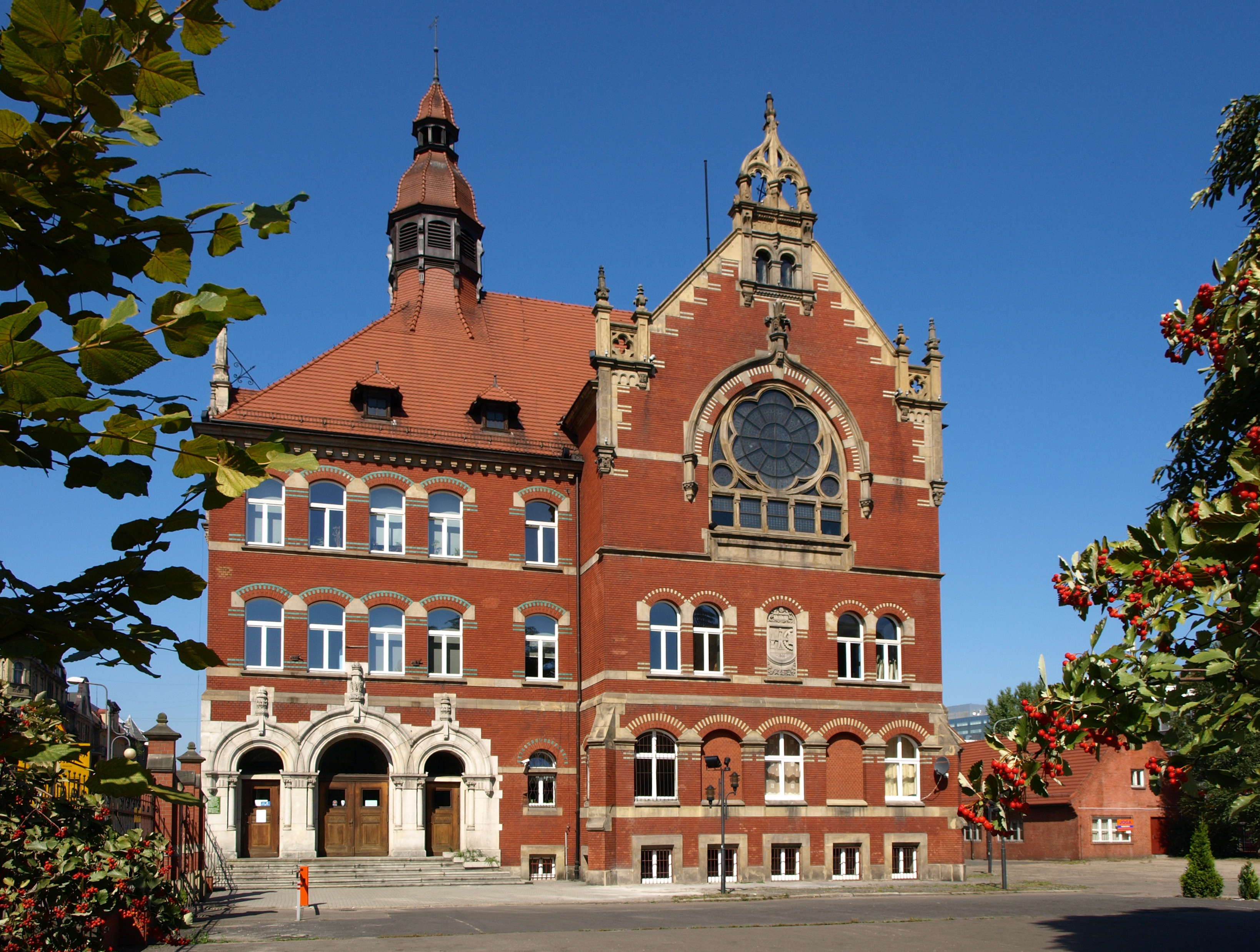
Das alte städtische Gymnasium

1526 erbten die Habsburger sowohl die ungarische als auch die böhmische Königskrone und erlangten damit auch die Herrschaft über Schlesien. Infolge des Friedensvertrags von Breslau vom 11. Juni 1742, der den Ersten Schlesischen Krieg beendete, erhielt Preußen Ober- und Niederschlesien und die Grafschaft Glatz, somit auch das oberschlesische Dorf Kattowitz.
Der schnelle Aufstieg des Dorfes Kattowitz begann 1846 in Zusammenhang mit dem Bau der oberschlesischen Eisenbahn nach Myslowitz. Die herausragende Rolle bei der Zusammenführung der Dörfer entlang des Flusses Rawa und deren Weiterentwicklung zu einer florierenden Stadt spielten der Unternehmer Franz Winckler, der örtliche Gutsverwalter Friedrich Wilhelm Grundmann (seit 1839), der Städteplaner Nottenbohn und der Arzt und erste Stadtratsvorsitzende der Stadt Kattowitz, Richard Holtze. 1865 wurden dem rasant wachsenden Kattowitz die Stadtrechte verliehen. Ein Vierteljahrhundert zuvor war der Flecken Kattowitz noch ein unansehnliches Dorf mit hölzernen Häusern gewesen.
Bis zum Dienstantritt des vierten Bürgermeisters, August Schneider, Rechtsanwalt und Notar in Myslowitz, am 4. August 1890, führte die Geschäfte der Referendar a. D. Kosch, der ebenfalls aus Myslowitz kam und 1893 zweiter Bürgermeister wurde. August Schneider amtierte bis 1905 und hatte bei seinen Maßnahmen zum Wohle der Stadt eine glückliche Hand. Zunächst brachte der 1893 zwischen Deutschland und Russland ausgebrochene Zollkrieg der Industrie und dem Handel großen Schaden. Die reichen Bürger flüchteten wegen der steuerlichen Selbsteinschätzung aus Kattowitz, darunter sechs Millionäre; aber schon ein Jahr später kam der Handelsvertrag zustande und brachte eine Besserung der Lage. Schneider ist der Bau eines im Grenzverkehr mit Russland besonders wichtigen Schlachthofes, der Erwerb einer Gasanstalt zur besseren Beleuchtung der Straßen und die endgültige Überwindung der Wirtschaftskrise zu verdanken.

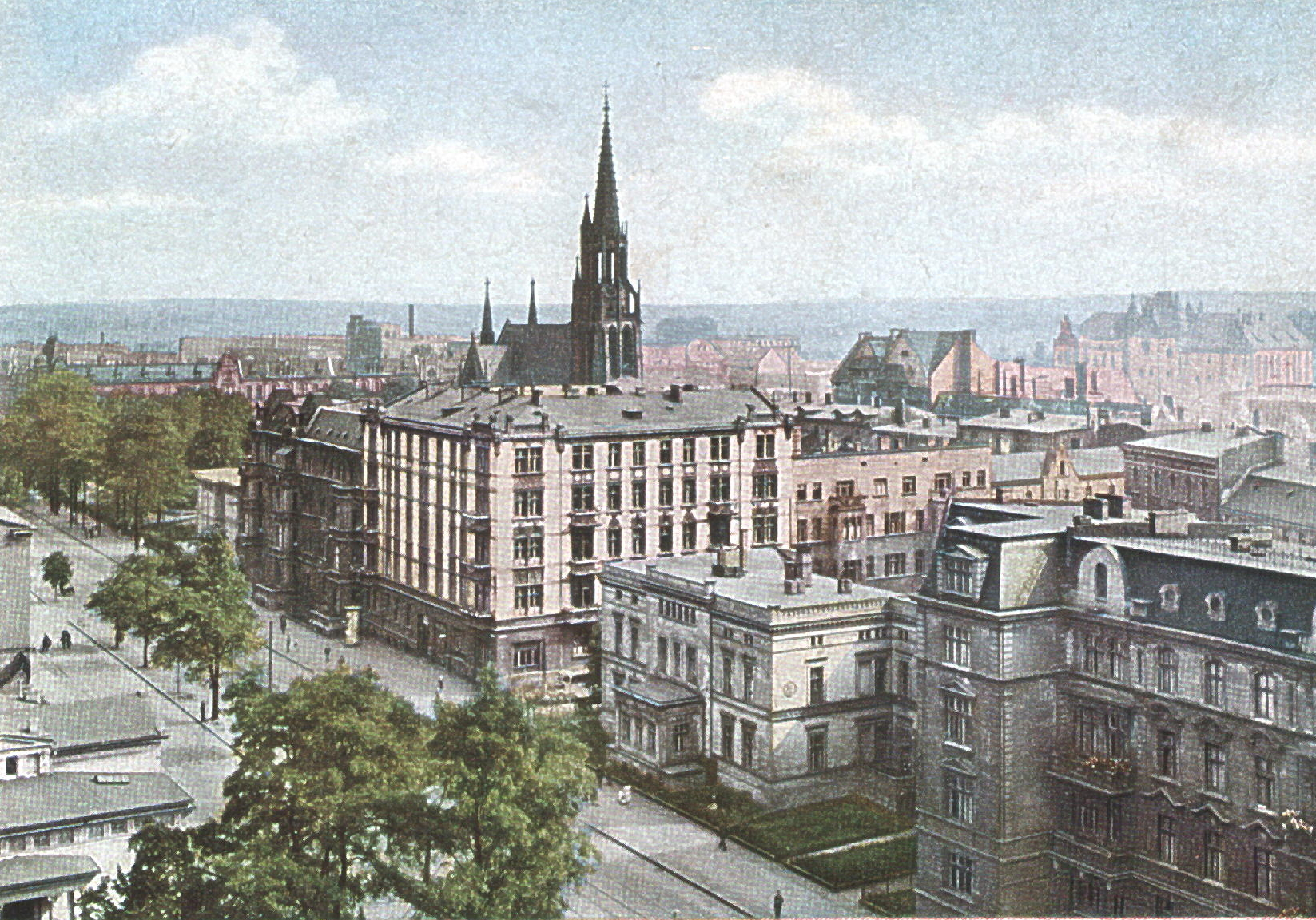
Ansicht des großstädtischen Kattowitz

Besondere Verdienste hat sich Schneider auf dem Gebiet des Ausbaus des städtischen Schulwesens erworben. Der Magistrat der Stadt ließ dem inzwischen zum Geheimen Justizrat ernannten Bürgermeister eine doppelte Ehrung zuteilwerden: Die bisherige Uferstraße wurde in August-Schneider-Straße umbenannt und Schneider überdies das Ehrenbürgerrecht verliehen.
Der Goldstein-Palast wurde 1872 errichtet.
1873 erhielt Kattowitz das Landratsamt des neu gebildeten Kreises Kattowitz, bildete ab 1899 einen eigenen Stadtkreis und wurde zum Sitz von Industrie-Großkonzernen (z. B. seit 1889 Kattowitzer Aktien-Gesellschaft) und Großbanken. Die in der Stadt ansässige Schwerindustrie entwickelte sich günstig. Einen beträchtlichen Aufschwung brachte auch die Gründung der Eisenbahndirektion Kattowitz zum 1. April 1895 (1922 Verlegung und Umbenennung zur Reichsbahndirektion Oppeln).
Am Anfang des 20. Jahrhunderts hatte Kattowitz eine evangelische Kirche, zwei katholische Kirchen, eine altkatholische Kirche, eine Synagoge, ein Gymnasium, eine Oberrealschule, eine Baufachschule, eine Präparandenanstalt, eine Psychiatrische Heil- und Pflegeanstalt, zwei Bergreviere, ein Landratsamt für den Landkreis Kattowitz, eine Reichsbanknebenstelle, Phosphor-Bronze-Industrie, eine Holz-Imprägnierungsanstalt, Dachpappen-, Ceresin- und Tonwarenfabriken, Ziegeleien, Brauereien und Mühlen und war Sitz des Amtsgerichts Kattowitz.
Der Erste Weltkrieg (1914–1918) brachte neue Aufträge für die Stahlwerke. Die Stadt wurde nicht beschädigt.

### Zwischenkriegszeit

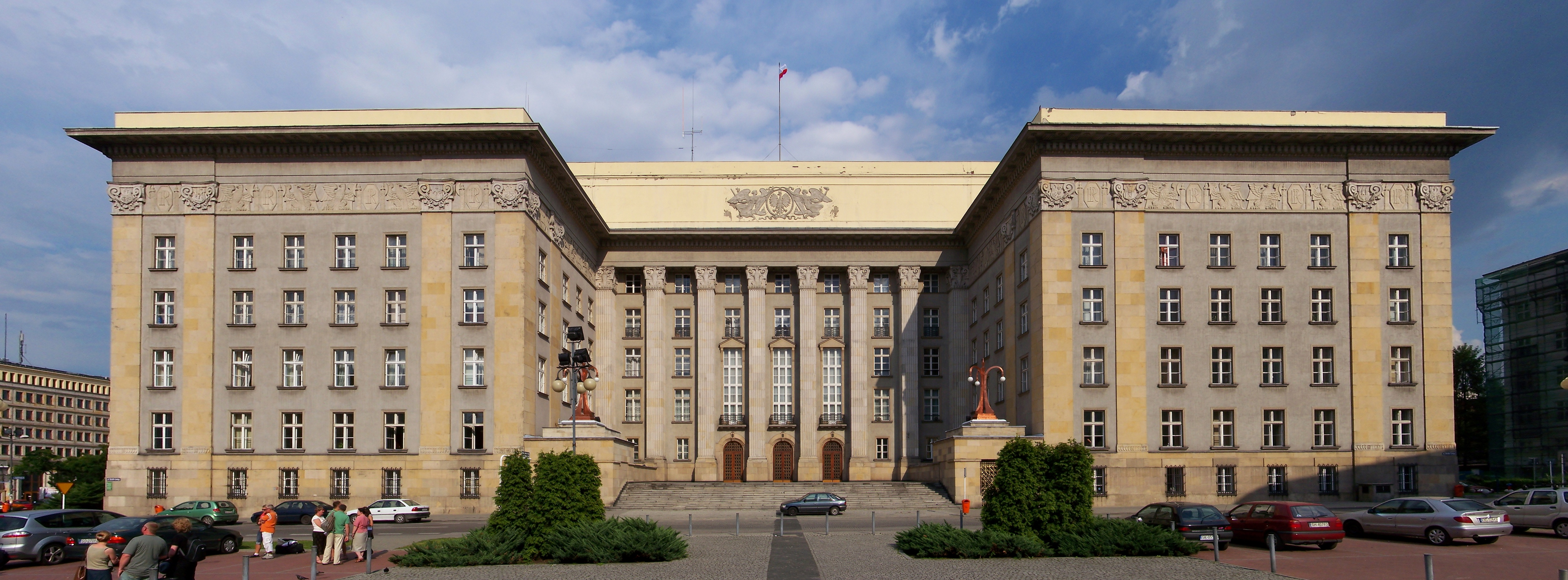
Große öffentliche Bauten wie der Schlesische Sejm zeugen von der Bedeutung der Stadt im Zwischenkriegspolen

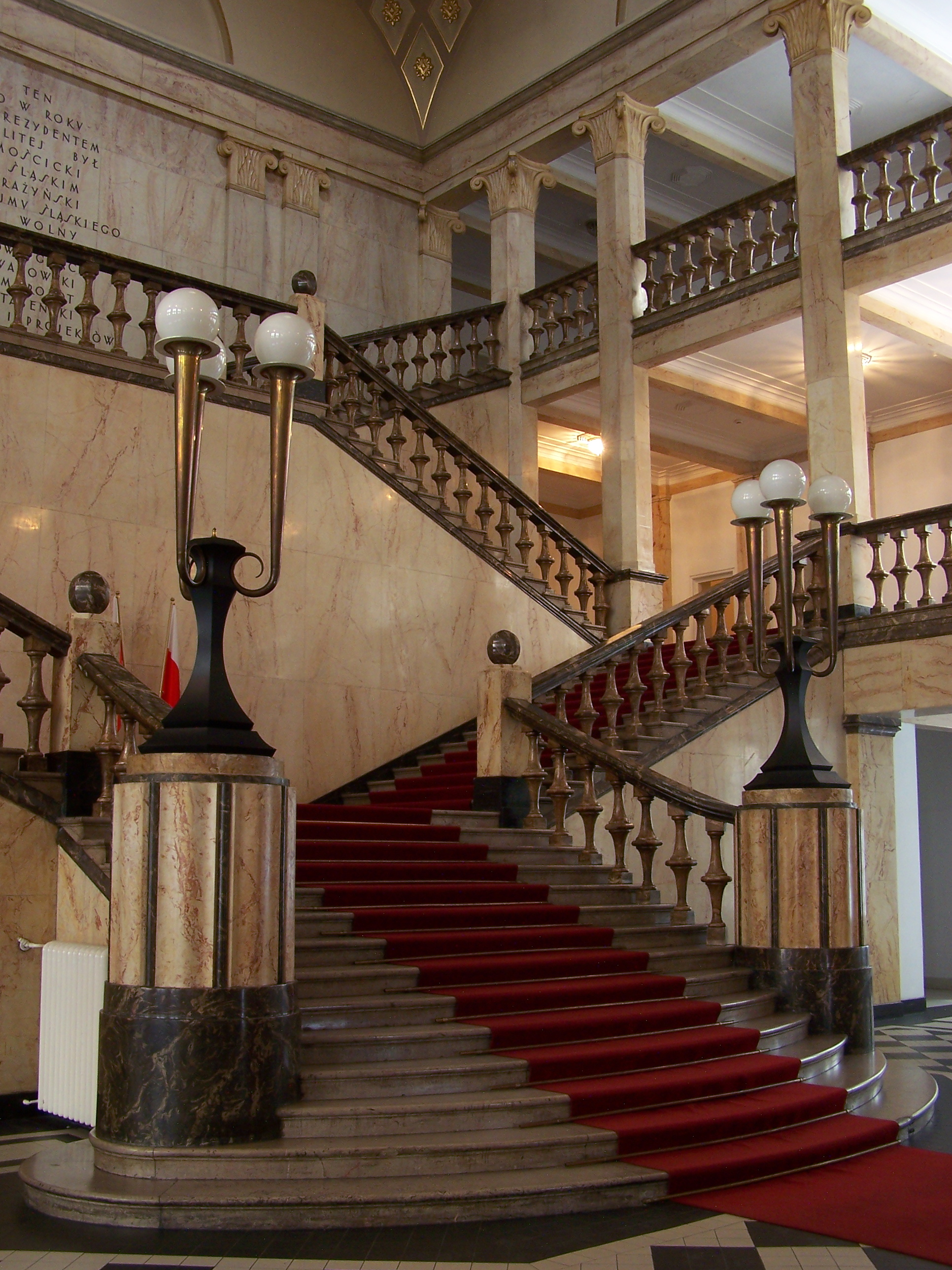
Vestibül des Schlesischen Parlaments

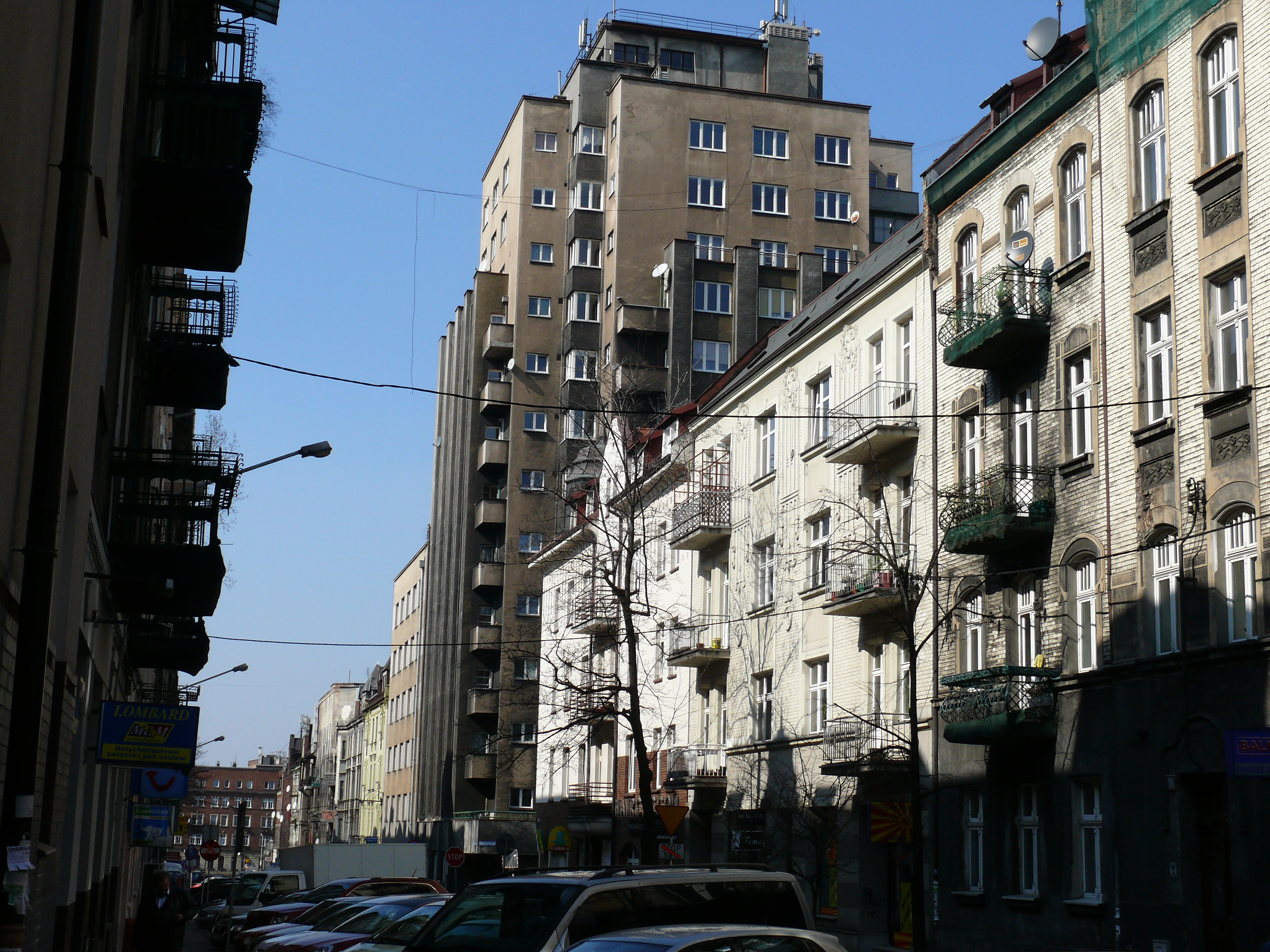
Drapacz Chmur (Wolkenkratzer) von 1934

Nach dem Ersten Weltkrieg sollte Deutschland nach dem Erstentwurf des Versailler Vertrages Oberschlesien ohne Volksabstimmung an Polen abtreten. Nachdem Großbritannien sein Veto eingelegt hatte, erreichte die Regierung Ebert jedoch, dass die Gebietsaufteilung von einer Volksabstimmung abhängig gemacht werden sollte. Nach der Endversion des Friedensvertrages von Versailles war daher eine Volksabstimmung vorgesehen, die über die Staatszugehörigkeit Oberschlesiens und somit auch von Kattowitz entscheiden sollte.
Die Hoffnungen und Erwartungen vor der Volksabstimmung führten zu Spannungen zwischen pro-deutschen und pro-polnischen Bevölkerungsgruppierungen, die von 1919 bis 1921 in die drei Schlesischen Aufstände mündeten.
Das Plebiszitkommissariat für Deutschland wurde 1920 gegründet.
Am 20. März 1921 wurde die Volksabstimmung in Oberschlesien unter der Aufsicht einer interalliierten Kommission und Präsenz der Truppen der Siegermächte durchgeführt und ergab eine Mehrheit von 59,42 % für Deutschland. Im Stimmkreis Kattowitz stimmten 51,9 % der Wähler für Deutschland. Während im dazugehörigen Landkreis Kattowitz eine Mehrheit von 55,6 % der abgegebenen Stimmen für Polen abgegeben wurde, sprachen sich die Wahlberechtigten der Stadt zu 85,4 % für einen Verbleib bei Deutschland aus.
Dies entsprach auch der Bevölkerungsstruktur. Die deutsche Bevölkerung stellte im Landkreis Kattowitz eine Minderheit von etwa 30 %, im Stadtkreis Kattowitz dagegen eine 87-prozentige Mehrheit dar, wovon rund 30 % jüdische Familien waren, die sich zum Deutschtum bekannten und die maßgeblich am industriellen Aufschwung der Stadt beteiligt waren. In Stadt- und Landkreis Kattowitz zusammengenommen stimmten 47,0 % für Polen.
Auch die Siegermächte waren sich über die Teilungsgrenzen in Oberschlesien uneins; während Großbritannien und Italien eher deutsche Interessen verteidigten und ¾ des Gebietes Deutschland zusprechen wollten, vertrat Frankreich die gegenteilige Position.
Diese Interessenkonflikte blieben auch der Bevölkerung nicht verborgen und führten am 3. Mai 1921 zum Ausbruch des dritten Aufstandes. In seiner Folge sprach die internationale Kommission rund zwei Drittel Oberschlesiens Deutschland und ein Drittel einschließlich Kattowitz Polen zu. Mit der Angliederung 1922 nach Polen wurde statt der deutschen Namensform die polnische die amtliche. In den nächsten Monaten und Jahren siedelten viele Deutsche aus der Stadt aus und sehr viele polnische Schlesier aus dem deutschen Teil Schlesiens in die Stadt über, wobei die Bevölkerungszahl insgesamt stark anstieg.
Am 15. Juli 1924 wurden die angrenzenden Gemeinden Bogucice, Brynów, Dąb, Ligota, Załęska Hałda, Załęże und Zawodzie eingemeindet, worauf sich die Bevölkerungszahl von etwa 50.000 im Jahr 1921 auf 112.822 verdoppelte. Es blieb dennoch eine deutsche Minderheit in der Stadt, davon rund 8000 Deutsche jüdischer Abstammung.
Katowice wurde Hauptstadt der Autonomen Woiwodschaft Schlesien (Autonomiczne Województwo Śląskie), Sitz des Schlesischen Parlaments und der Oberschlesischen Mischkommission (Górnośląska Komisja Mieszana), aber auch zum Standort zahlreicher Banken und zum Zentrum der Oberschlesischen Industrieregion (Górnośląski Okręg Przemysłowy). Somit kam sie zu politischer, kultureller und wirtschaftlicher Bedeutung und es entstanden viele moderne, repräsentative Bauten, z. B. das Schlesische Parlaments-Gebäude, das Schlesische Museum, die Christkönigskathedrale, der „Wolkenkratzer“ Drapacz Chmur und viele weitere in südlichen Bezirken der Stadt.

### Zweiter Weltkrieg

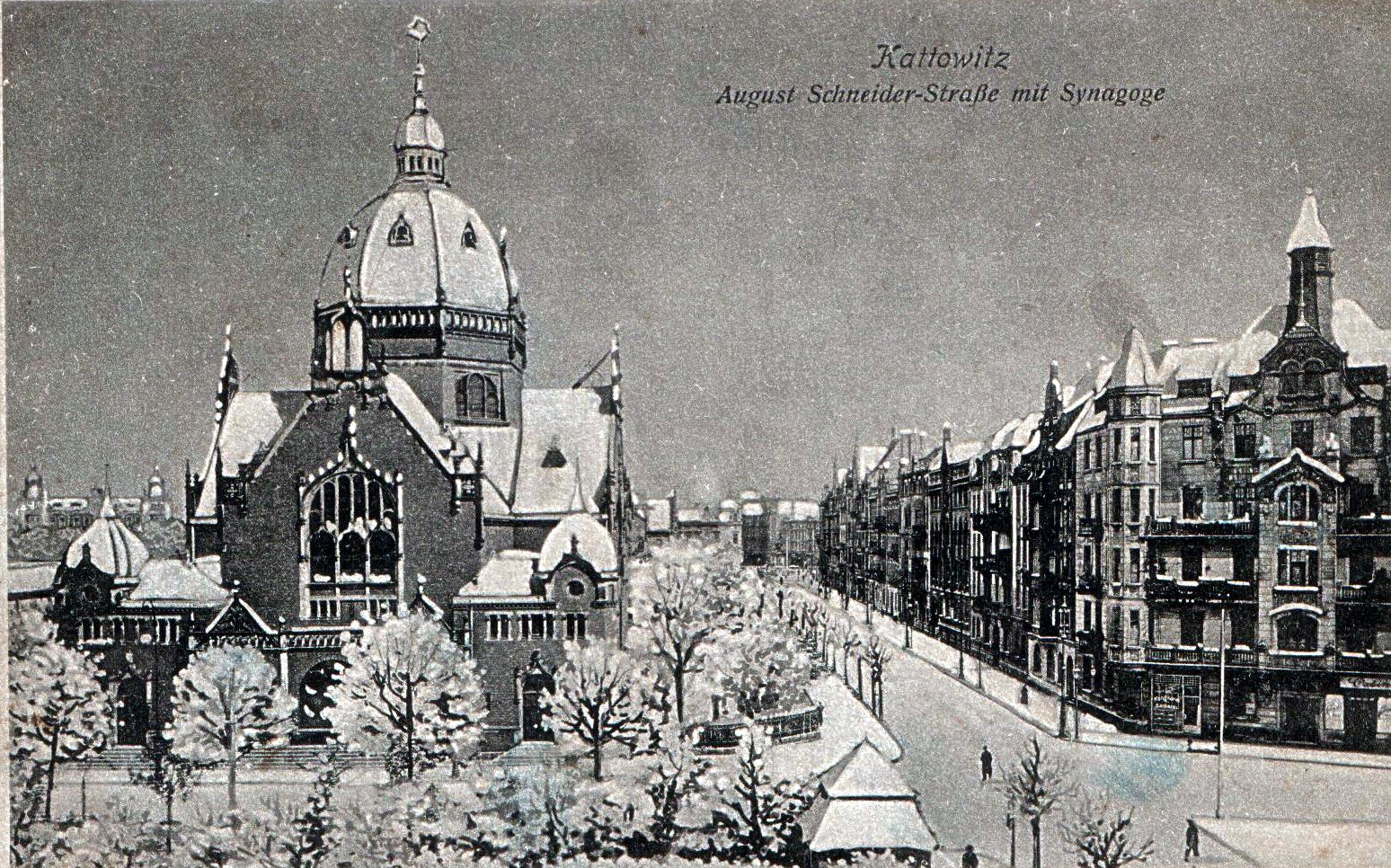
August-Schneider-Straße mit Synagoge

Beim Überfall auf Polen zu Beginn des Zweiten Weltkrieges wurde die Stadt am 4. September 1939 von der 239. Infanterie-Division der deutschen Wehrmacht besetzt, nachdem sich die polnische Armee kampflos aus Katowice zurückgezogen hatte. Es kam dennoch zu vereinzelten Kämpfen in der Stadt, und zwar zwischen Zivilisten – überwiegend polnischen Pfadfindern – und der deutschen Wehrmacht in der Gegend um den Tadeusz-Kościuszko-Park, wobei das genaue Ausmaß der Kämpfe nicht bekannt ist. Kurz nach dem Einmarsch der Wehrmacht wurden etwa 80 zivile Stadtverteidiger (überwiegend Aufständische von 1919 bis 1921 und Pfadfinder) hingerichtet. Andererseits begrüßten Angehörige der örtlichen deutschen Bevölkerung die einmarschierenden Wehrmachtsoldaten als Befreier. Am 8. September 1939 setzten Deutsche die Große Synagoge an der Adam-Mickiewicz-Straße (früher August-Schneider-Straße) in Brand und zerstörten das Schlesische Museum.
Die Stadt (samt Ostoberschlesien) wurde – wie fast alle nach 1918 vom Deutschen Reich abgetrennten Gebiete – direkt dem Deutschen Reich angegliedert. In den darauffolgenden Monaten und Jahren war die polnische und jüdische Bevölkerung der Verfolgung durch das Deutsche Reich ausgesetzt. Im Zeitraum von September 1939 bis April 1941 wurden 8300 Kattowitzer Juden deportiert und überwiegend in Konzentrationslagern ermordet.
In Kattowitz wurde nach dem Anschluss an das Reich eine Ingenieurschule aufgebaut.

### Nachkriegszeit

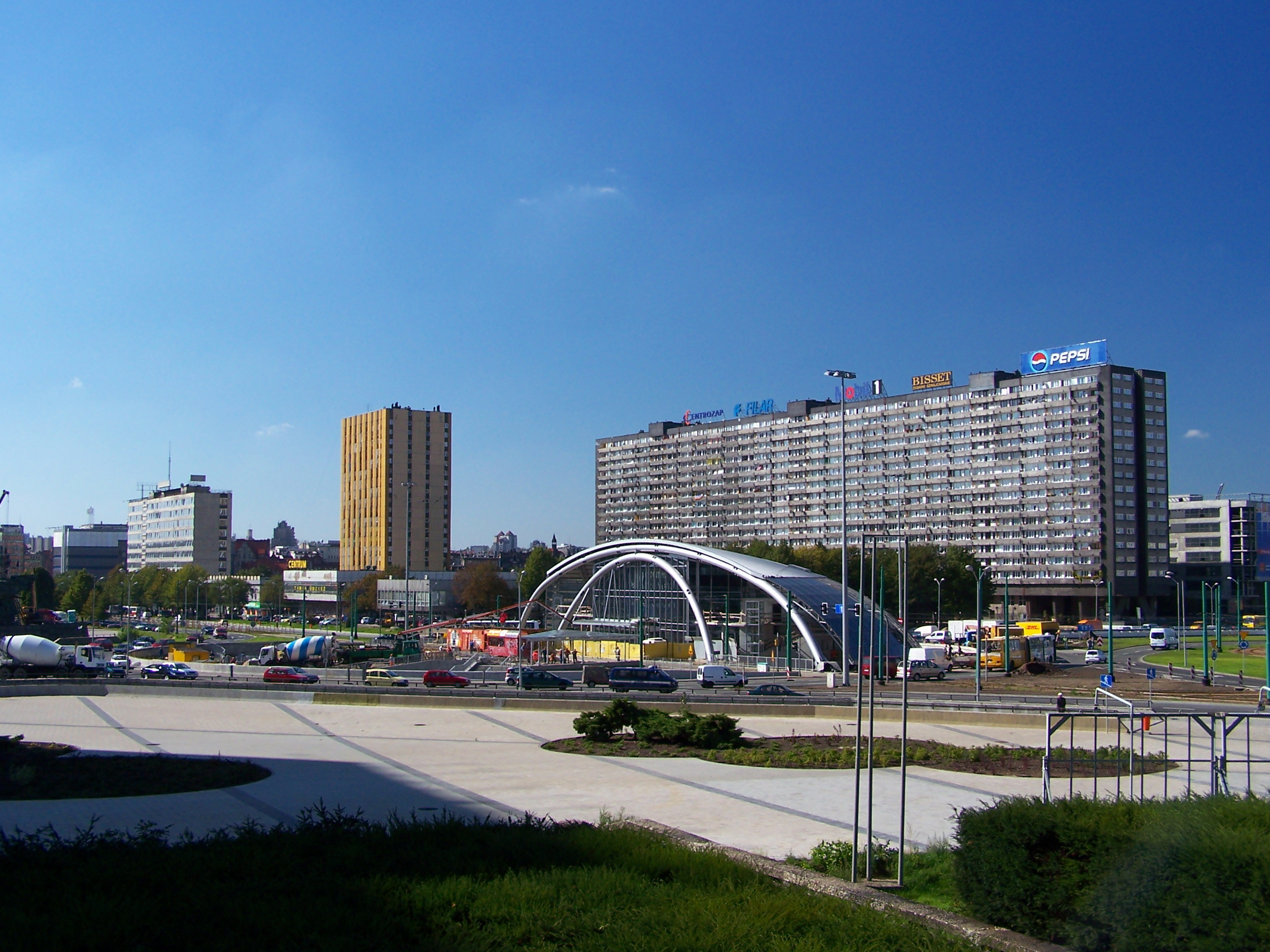
Der Wohnblock Superjednostka

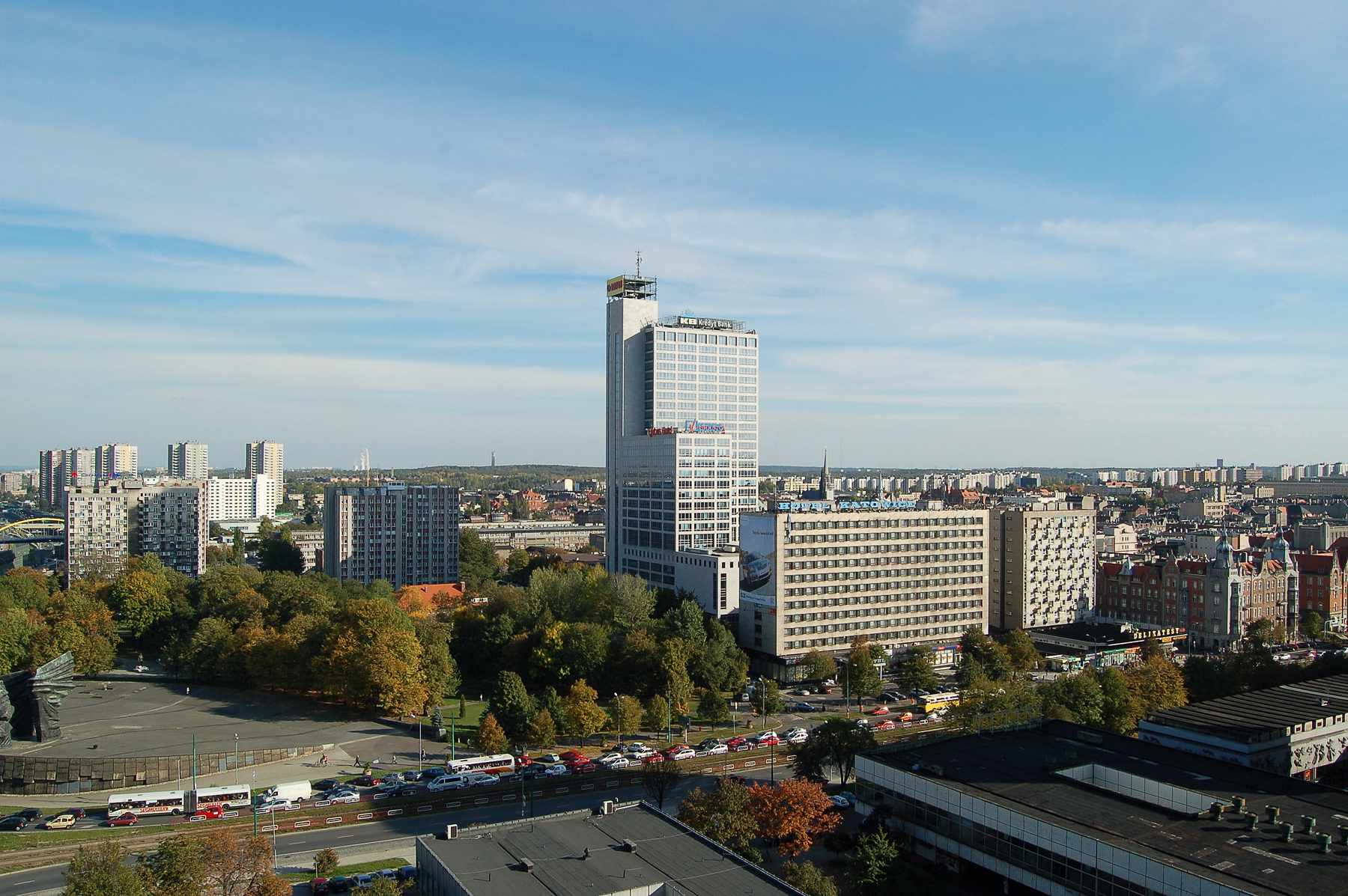
Nördliche Innenstadt mit dem Altus-Hochhaus von 2003

Am 27. Januar 1945 wurde die Stadt durch die Rote Armee besetzt, nachdem sich die deutsche Wehrmacht kampflos aus Stadt und Umgebung zurückgezogen hatte, und es kam zu zahlreichen Verbrechen an der Bevölkerung. Der Teil der Bevölkerung, der als deutsch eingestuft wurde, wurde aufgrund der Bierut-Dekrete vertrieben. Wer hingegen als autochthon eingestuft wurde, erhielt ein Bleiberecht. Es gelang einem Teil der deutschen Bevölkerung, als autochthon eingestuft zu werden, und so blieb in Katowice eine deutsche Minderheit zurück, die nicht vertrieben wurde. Bei der polnischen Volkszählung von 2002 im Ballungsraum Katowice umfasste diese etwa 20.000 Personen, was ca. 0,5 Prozent der 3,5 Millionen Bewohner der Region ausmachte.
Nach 1945 hat die Stadt ihre frühere Position als Industrie- und Verwaltungszentrum in der Woiwodschaft Schlesien und der Woiwodschaft Katowice zurückerlangt. Die Bedeutung der Stadt als Wissenschafts- und Kulturstätte stieg ebenfalls, besonders als Katowice Universitätsstadt wurde. Die Bevölkerungszahl ist beträchtlich gewachsen und die bebaute Fläche ebenfalls. Mit dem Aufschwung verbunden war aber auch die geplante Umwandlung der Stadt in eine kommunistische Musterstadt. Dies wurde mit der von 1953 bis 1956 gültigen Umbenennung der Stadt in Stalinogród (Stalinstadt) betont. Das Stadtbild sollte vor allem in den 1970er- und 1980er-Jahren den Idealen der Kommunisten angepasst werden, wovon noch heute Plattenbauten in den Vorstädten zeugen. Aber auch die Innenstadt war davon betroffen, so entstanden beispielsweise am Nordende des Stadtzentrums am 1965 angelegten Rondo Generała Jerzego Ziętka Plattenbauten und Hochhäuser, allen voran der 16-stöckige Wohnblock Superjednostka, erbaut 1967 bis 1972, der bis heute eines der größten Wohnhäuser in Polen ist und 2800 Menschen in 762 Wohnungen unterbringen sollte. In den 1970ern musste ein Großteil der Häuser am Ring aus der Gründerzeit neuen Bauten weichen, wodurch die historische urbane Struktur des Platzes zerstört wurde.
Mittlerweile zieht Kattowitz, aber auch der gesamte Ballungsraum, das Investmentkapital vieler ausländischer Firmen so stark an wie kaum eine andere Region im ehemaligen Ostblock. Durch neue Büro- und Geschäftsbauten, aber auch durch die fortschreitende Tertiärisierung wandelt sich das Antlitz der Stadt von einer von Schwerindustrie und Bergwerken bestimmten zu einer modernen, von Informationstechnik, Wissenschaft und Forschung geprägten Kulturstadt.
Nur wenige hundert Meter westlich der Stadtgrenze, im Stadtgebiet von Chorzów, kam es am 28. Januar 2006 zu einem Dacheinsturz auf dem Messegelände, als das Dach der größten Halle der Kattowitzer Messe einstürzte. Dabei starben 65 Menschen, weitere 141 wurden verletzt.
Im Jahr 2008 erhielt die Stadt den Europapreis für ihre herausragenden Bemühungen um den europäischen Integrationsgedanken.

### Eingemeindungen

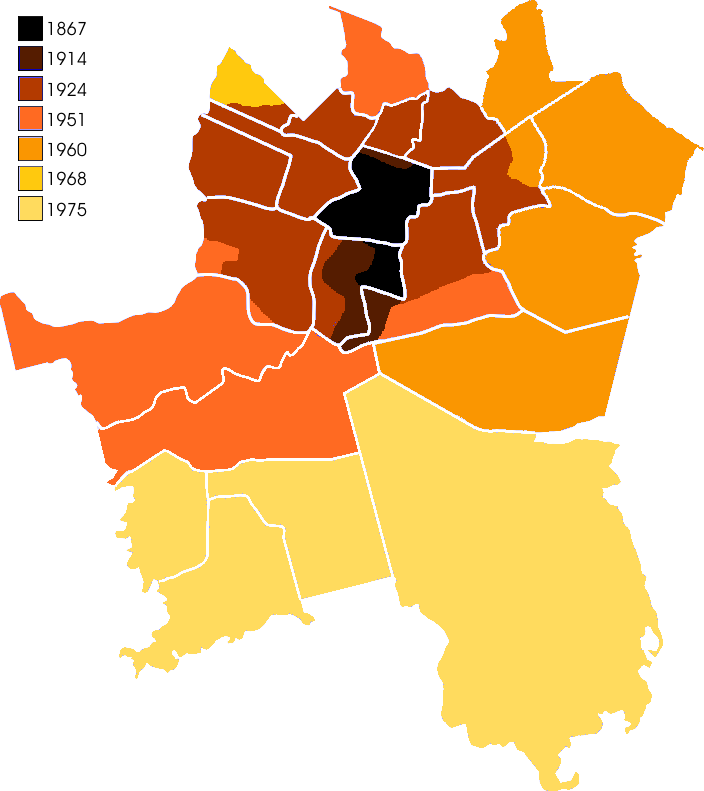

Die Einwohnerzahl der Kattowitzer Innenstadt macht heute mit etwa 40.000 nur etwas mehr als 12 % der gesamten Stadtbevölkerung aus. Im Gegensatz zu anderen neugegründeten oberschlesischen Industriestädten, wie Königshütte (Chorzów), die durch den Zusammenschluss verschiedener Siedlungen und Arbeiterkolonien entstanden, konzentrierte sich das Wachstum der Stadt Kattowitz bzw. Katowice zunächst auf den großstädtischen Ausbau der Innenstadt, der rasant fortschritt. Nach dem Zweiten Weltkrieg bzw. während der kommunistischen Zeit vervierfachte sich die Größe des Stadtgebiets durch die Einverleibung von nahegelegenen Städten und Gemeinden, auf deren Gebieten viele große Wohnsiedlungen entstanden, was eine Dezentralisierung des Stadtgebiets mit sich brachte.
- Die erste Eingemeindung erfolgte 1914 mit der Angliederung der Gutsbezirke Brynow und Kattowitz-Schloss.
- Zum 1. Juli 1924 wurden die bis dahin selbstständigen Gemeinden Załęże, Bogucice, Brynów und Ligota, die direkt an das Stadtgebiet grenzten, eingemeindet – das Stadtgebiet und die Einwohnerzahl verdoppelten sich.
- Mit den Gemeinden Wełnowiec, Teilen von Kostuchna, Panewniki, Piotrowice sowie Ochojec kamen 1951 neue Gebiete von 26,4 km² im Süden hinzu.
- Im Osten wurde im Jahre 1960 die Stadt Szopienice angeschlossen, auf deren ungefähr 33 km² großem Stadtgebiet sich noch die Ortschaften Giszowiec, Janów und Dąbrówka Mała befanden.
- Eine weitere Ausdehnung des Stadtgebiets von 65 km² im Süden brachte die Eingemeindung der Stadt Kostuchna samt den Orten Podlesie und Zarzecze sowie der abgelegenen Stadt Murcki 1975.

### Demographie
| Jahr | Einwohnerzahl | Anmerkungen |
| ---- | ------------- | --- |
| 1816 | 00.486        | Dorf und drei Vorwerke (Landkreis Beuthen, Regierungsbezirk Oppeln), sämtlich in Privatbesitz |
| 1825 | 00.675        | darunter 5 Evangelische und 5 Juden |
| 1840 | 01.326        | darunter 60 Evangelische und 12 Juden |
| 1852 | 01.990        | [ 15 ] |
| 1867 | 05.057        | am 3. Dezember |
| 1871 | 08.129        | darunter 1.200 Evangelische und 500 Juden (2.000 Polen); nach anderen Angaben 8.132 Einwohner (am 1. Dezember), davon 1.468 Evangelische, 5.761 Katholiken, 1 sonstiger Christ, 902 Juden                                                                                   |
| 1890 | 16.513        | davon 2.866 Evangelische, 12.155 Katholiken, 1.483 Juden, neun Sonstige (5.000 Polen) |
| 1900 | 31.738        | davon 6.263 Evangelische, 23.183 Katholiken; nach anderen Angaben 31.378 Einwohner, darunter 6.263 Evangelische und 2.264 Juden |
| 1905 | 35.772        | [ 9 ] |
| 1910 | 43.173        | am 1. Dezember, davon 8.899 Evangelische, 30.579 Katholiken, 2.980 Juden, 218 Sonstige (36.801 mit deutscher, 5.766 mit polnischer Muttersprache, 365 Einwohner sprechen Deutsch und eine andere Sprache); nach anderen Angaben davon 8.942 Evangelische, 31.031 Katholiken |

Seit Mitte des 19. Jahrhunderts kam es zu einer dynamischen Bevölkerungszunahme. Faktoren waren die Industrialisierung und das allgemeine Bevölkerungswachstum. Im 20. Jahrhundert, vor allem als Teil Polens, wuchs die Stadt durch zahlreiche Eingemeindungen. 1924 wurde die Grenze von 100.000 Einwohnern überschritten. Seit der Politischen Wende in Polen 1989 (Ende des Ostblocks) und dem Höchststand der Einwohnerzahl gegen Ende der 1980er bei über 370.000, nahm die Bevölkerung der Stadt um über 60.000 auf heute (Ende 2012) rund 307.000 ab.
Bei der Volkszählung von 2002 bekannten sich von den damals 327.222 Einwohnern 296.792, oder 90,7 % zur polnischen Nationalität, 17.777 Personen (5,4 %) bezeichneten sich als Schlesier, 674 (0,2 %) als Deutsche und 165 (0,05 %) als Roma.

### Alters- und Beschäftigungsstruktur
Katowice ist von der Altersstruktur her eine junge Stadt, statistisch gesehen sind 19 % ihrer Einwohner jünger als 18 Jahre, 64 % befinden sich im erwerbsfähigen Alter (19–65 Jahre) und 17 % der Katowicer sind älter als 65. Der Strukturwandel wurde in der Stadt vergleichsweise schnell vollzogen und neue Arbeitsplätze geschaffen. Gleichzeitig verließen viele Menschen die Stadt, so dass von Vollbeschäftigung gesprochen werden konnte. Die Arbeitslosenquote fiel auf einen Wert von 1,9 % (3.831 gemeldete Arbeitslose) und lag damit deutlich unter dem Wert der Woiwodschaft (6,9 %) und Polens (9,5 %) (Stand jeweils 31. Dezember 2008). So waren 2004 noch 15.258 Personen, bzw. 7,7 %, im Jahre 2006 noch 10.810 bzw. 5,4 %, und im selben Zeitraum des Jahres 2007 noch 6.826 Personen, bzw. 3,4 % der Erwerbstätigen arbeitslos. Angesichts der globalen Finanzkrise trat seitdem allerdings eine Verschlechterung der Situation ein. Die Arbeitslosenquote stieg von 4,3 % Ende 2011 auf 5 % im März 2012 an und pendelte sich danach auf einem Niveau von 4,8 % ein. Nach wie vor weist Katowice aber die niedrigste Quote in der Woiwodschaft auf (Durchschnitt 10,2 %).

### Religionen

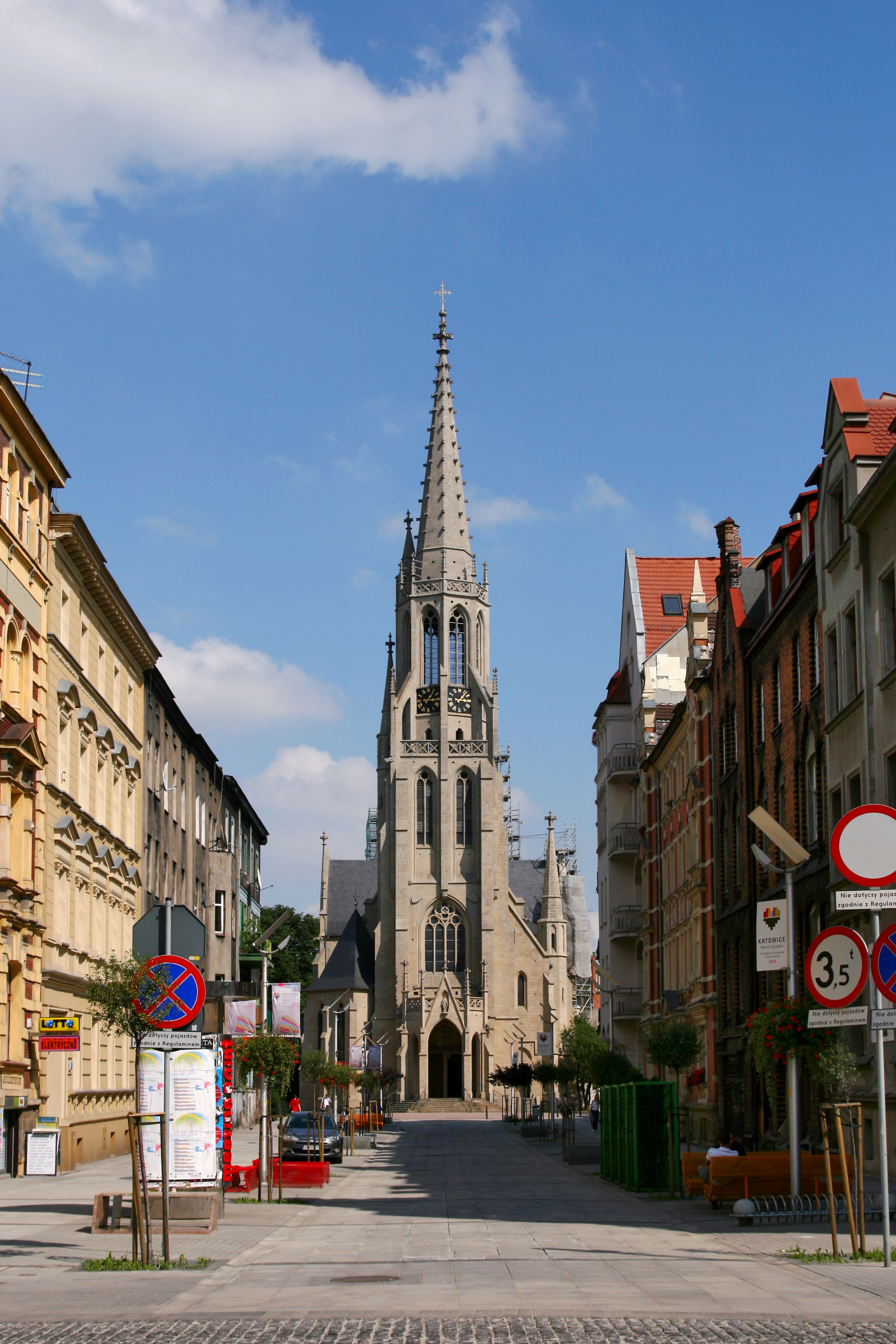
Marienkirche

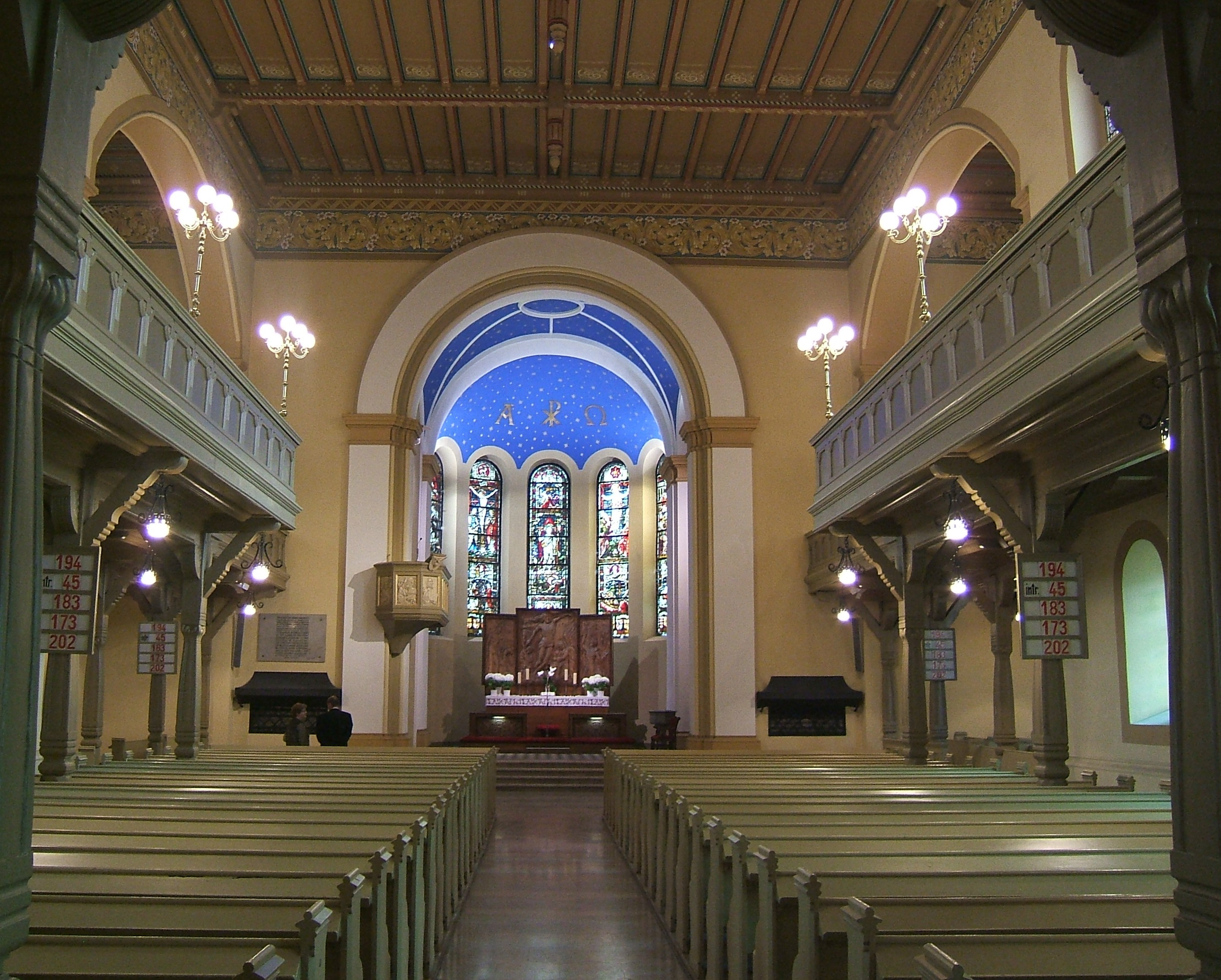
Empore der evangelischen Kirche

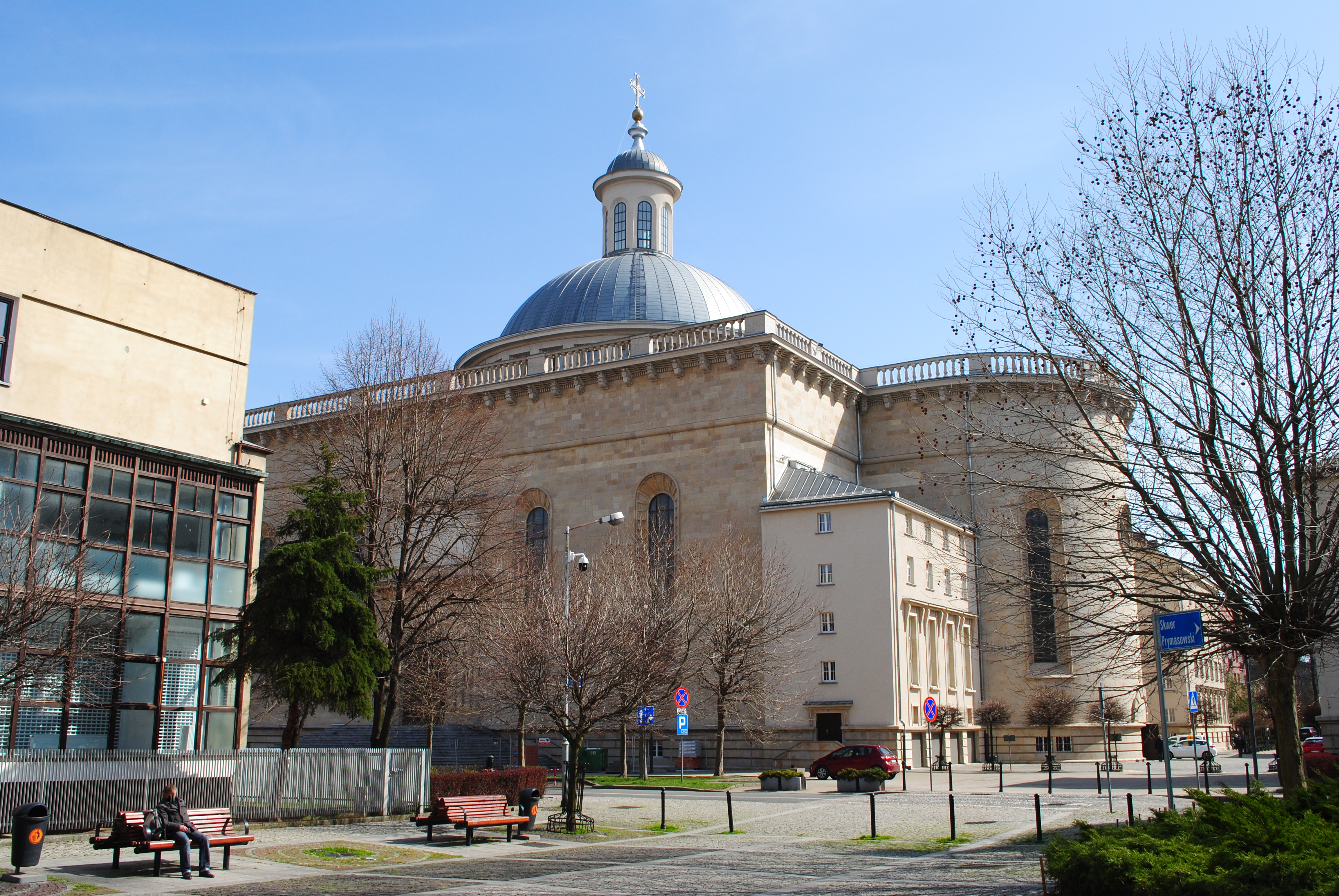
Christkönigskathedrale

Bis zum Zweiten Weltkrieg war die Stadt von den beiden christlichen Konfessionen sowie vom jüdischen Glauben geprägt. Heute wird die katholische Bischofsstadt fast ausschließlich von Katholiken bewohnt, die 17 Pfarreien angehören. Katowice ist auch Sitz der Diözese Katowice der Evangelisch-Augsburgischen Kirche mit je einer Pfarrei im Stadtteil Szopienice und in der Innenstadt.
Da die Gebiete Oberschlesiens im Zuge der Gegenreformation größtenteils rekatholisiert wurden, war auch die Bevölkerung des Dorfes Katowice, Deutsche wie Polen, katholisch. An diesem Zustand änderte auch die Stadterhebung 1865 wenig, auch wenn der Anteil der anderen Glaubensrichtungen zunahm. 1860 wurde Katowice eigene Pfarrei und erhielt ein erstes katholisches Holzkirchlein am heutigen Plac Wolności. Das Gebäude wurde später aufgrund von Baufälligkeit abgetragen und das Grundstück erhielt die 1874 gegründete Alt-Katholiken-Pfarrei. 1870 war die Marienkirche erbaut worden, die seitdem als neue Pfarrkirche diente. Eine zweite Kirche wurde 1902 mit der Peter- und Paulskirche im Süden der Stadt errichtet. Es folgten im Innenstadtgebiet die Garnisonskirche 1933, die historische Michaelskirche, die 1938 nach Katowice verlegt wurde, die Christkönigskathedrale 1955 sowie 1977 die Kirche zur Verklärung des Herrn an Stelle der altkatholischen Kirche.
Der Anteil der Evangelischen an der Gesamtbevölkerung von Katowice hatte vor allem seit der Industrialisierung stark zugenommen. Im Jahre 1857 wurde eine evangelische Gemeinde gegründet. Auch wenn die Protestanten in der Minderheit waren, errichteten sie dank der Spenden der evangelischen Stadtväter bereits ein Jahr später mit ihrer Auferstehungskirche das erste Gotteshaus der Stadt. Bis dahin wurden Gottesdienste in der Marthahütte abgehalten. 1860 wurde die evangelische Schule gegründet. Verglichen mit anderen Städten im katholischen Oberschlesien hatte Kattowitz mit 8831 Mitgliedern 1910 eine relativ große evangelische Gemeinde, die somit 20,4 % der Bevölkerung stellte. Nach 1922, als Katowice Teil Polens wurde, kehrten viele der Stadt den Rücken, und nach 1945 wurden die meisten deutschen Protestanten vertrieben, so dass heute nur noch wenige dieser Glaubensgemeinschaft angehören.

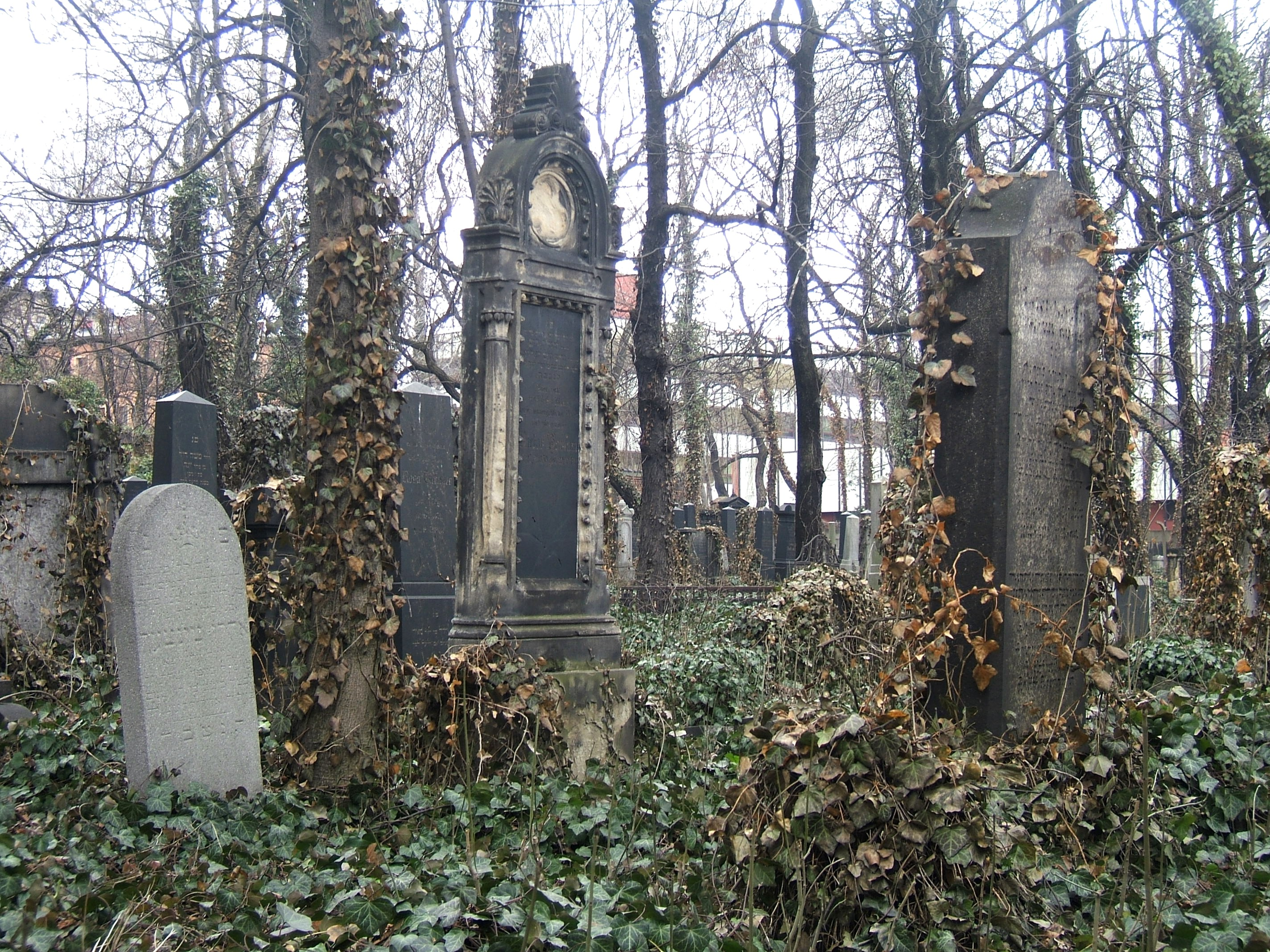
Jüdischer Friedhof in Katowice

Ebenso hatte die Stadt Katowice traditionell eine große jüdische Bevölkerung. 1733 ist diese Gruppe zum ersten Mal im Dorf Kattowitz nachweisbar, ihre Anzahl blieb aber in den folgenden Jahrzehnten noch gering. Von 1781 bis 1787 durften sich auf königliches Dekret keine Juden in der Stadt niederlassen. Ab 1825 siedelten sich in Katowice wieder Juden an, deren Zahl bis 1844 auf zwölf anwuchs. Mit der Industrialisierung, deren Mitbegründer in der Stadt sie waren, nahm ihre Zahl in großem Maße zu, viele neue Unternehmen und Industrieanlagen wurden von ihnen gegründet. Am 4. April 1862 wurde die jüdische Gemeinde gegründet und eine erste Synagoge an der August-Schneider-Straße (heute ul. Mickiewicza) errichtet. Eine Mikwe folgte 1867 und 1868 wurde der Jüdische Friedhof angelegt. Die Bedeutung der jüdischen Gemeinde in Katowice wird an der internationalen Kattowitzer Konferenz von Chovevei Zion, die vom 6. bis 11. November 1884 unter Leo Pinsker hier tagte, und am Bau der neuen Synagoge 1900 ersichtlich. Laut der Volkszählung von 1910 lebten 2975 Juden (6,9 % der Gesamtbevölkerung) in der Stadt. Auch diese Zahl überstieg den oberschlesischen Durchschnitt, die jüdische Gemeinde von Kattowitz stellte sogar 16 % der Gesamtzahl der Juden im Regierungsbezirk Oppeln dar. 1932 waren es – nach der Eingemeindung der Vororte – rund 9000, was in etwa dem gleichen Prozentsatz entsprach. Aufgrund des zunehmenden Antisemitismus im Zwischenkriegspolen sahen sich viele Katowiceer Juden gezwungen, die Stadt zu verlassen. Dazu kam dann die Angst vor einem Angriff des nationalsozialistischen Nachbarlandes Deutschland, so dass die jüdische Gemeinde im Jahre 1939 noch 8.785 Mitglieder zählte. Die Besetzung von Katowice durch Hitler-Deutschland am 3. September 1939 beendete endgültig das Bestehen der großen Gemeinde: Die große Synagoge wurde niedergebrannt und anschließend vollständig zerstört, nahezu alle Juden aus der Stadt deportiert und der Großteil in Konzentrationslagern umgebracht. Nach dem Krieg lebten in Katowice zwischenzeitlich wieder etwa 1500 Juden, von denen viele in den 1960er-Jahren nach Israel auswanderten.

## Politik

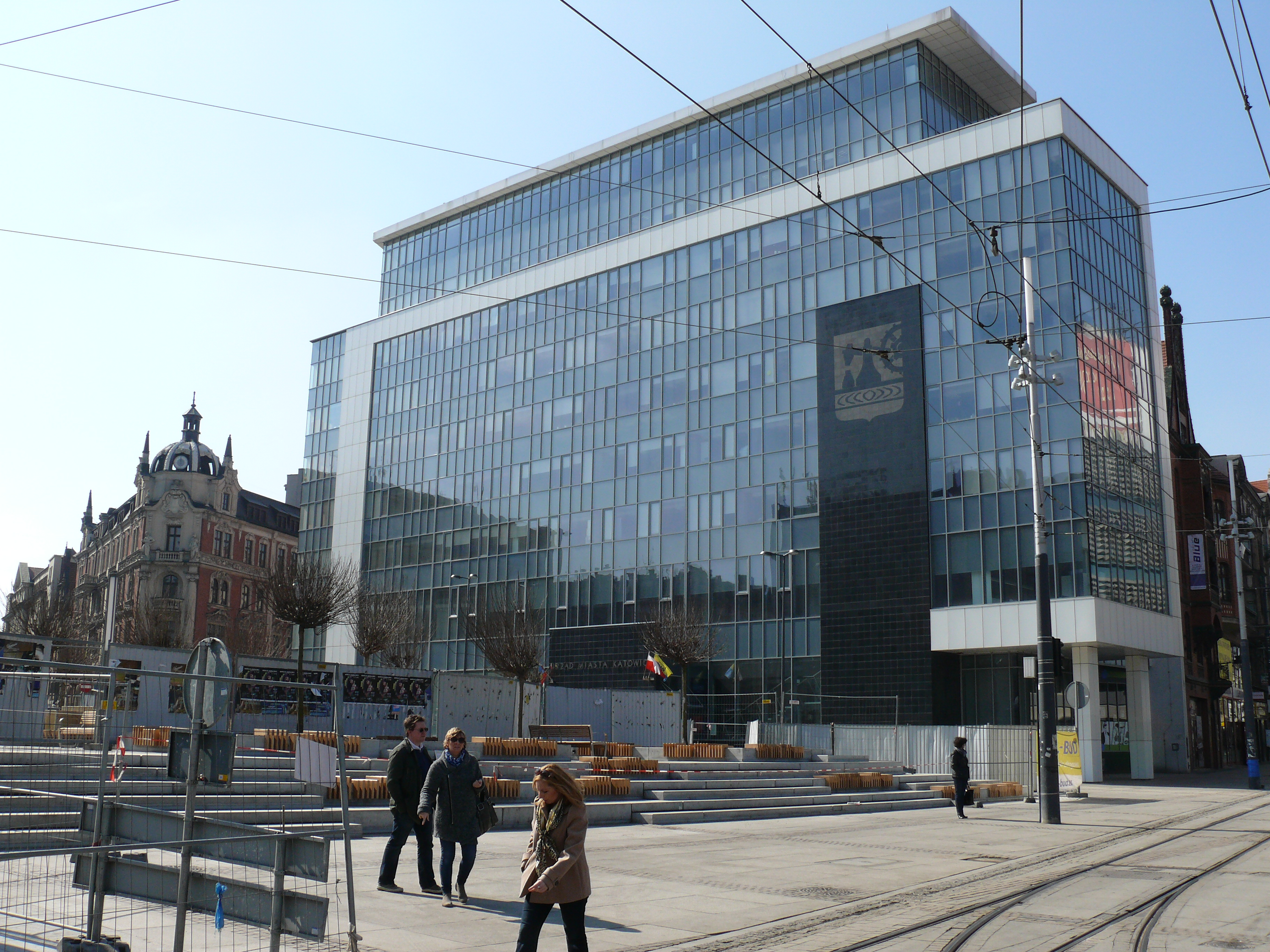
Gebäude der Stadtverwaltung auf dem Rynek

### Stadtpräsident
Die Kattowitzer Bürgermeister nannten sich zu deutscher Zeit Oberbürgermeister (1866–1920 und 1939–1945). In der Zwischenkriegszeit (1922–1939) und in der Nachkriegszeit bis 1950 regierten sie als Stadtpräsidenten (prezydent miasta), um sich seit dem 24. März 1950 als Vorsitzende des Stadtrats zu bezeichnen. Am 1. Januar 1974 wurde die Präsidentenfunktion wieder eingeführt und blieb auch nach der ersten demokratischen Selbstverwaltungswahl in Polen am 27. Mai 1990 bestehen. Seit 2014 ist Marcin Krupa Stadtpräsident.
Bei der Wahl 2024 wurde der parteilose Krupa von den Parteien der bürgerlichen Koalicja Obywatelska unterstützt. Die Abstimmung brachte folgendes Ergebnis:
- Marcin Krupa (Wahlkomitee „Forum der lokalen Verwaltung mit Marcin Krupa“) 62,4 % der Stimmen
- Leszek Piechota (Prawo i Sprawiedliwość) 14,7 % der Stimmen
- Dawid Durał (Katowice 2050) 9,2 % der Stimmen
- Jacek Budniok (Konfederacja und unabhängige Kommunalpolitiker) 6,9 % der Stimmen
- Marek Strzałkowski (Gaia-System – Jetzt neu für die Zukunft) 6,8 % der Stimmen

Damit wurde Amtsinhaber Krupa erneut bereits im ersten Wahlgang wiedergewählt.
Bei der Wahl 2018 wurde Krupa, der selbst parteilos ist, von der rechtskonservativen PiS und der linken SLD unterstützt. Die Abstimmung brachte folgendes Ergebnis:
- Marcin Krupa (Wahlkomitee Marcin Krupa) 55,4 % der Stimmen
- Jarosław Makowski (Koalicja Obywatelska) 24,1 % der Stimmen
- Jarosław Gwizdak (Wahlkomitee Recht auf Katowice) 10,6 % der Stimmen
- Ilona Kanclerz (Schlesische Regionalpartei) 6,0 % der Stimmen
- Übrige 3,9 % der Stimmen

Damit wurde Krupa im ersten Wahlgang wiedergewählt.

### Stadtrat
Der Stadtrat besteht aus 28 Mitgliedern und wird direkt gewählt. Die Stadtratswahl 2024 führte zu folgendem Ergebnis:
- Koalicja Obywatelska (KO) 39,2 % der Stimmen, 14 Sitze
- Wahlkomitee „Forum der lokalen Verwaltung mit Marcin Krupa“ 30,1 % der Stimmen, 9 Sitze
- Prawo i Sprawiedliwość (PiS) 18,6 % der Stimmen, 5 Sitze
- Katowice 2050 5,5 % der Stimmen, kein Sitz
- Konfederacja und unabhängige lokale Verwaltungen 5,3 % der Stimmen, kein Sitz
- Gaia-System – Jetzt neu für die Zukunft 1,3 % der Stimmen, kein Sitz

Die Stadtratswahl 2018 führte zu folgendem Ergebnis:
- Koalicja Obywatelska (KO) 33,5 % der Stimmen, 12 Sitze
- Wahlkomitee Marcin Krupa 29,9 % der Stimmen, 11 Sitze
- Prawo i Sprawiedliwość (PiS) 20,0 % der Stimmen, 5 Sitze
- Schlesische Regionalpartei 5,9 % der Stimmen, kein Sitz
- Wahlkomitee Recht auf Katowice 4,3 % der Stimmen, kein Sitz
- Sojusz Lewicy Demokratycznej (SLD) / Lewica Razem (LR) 3,5 % der Stimmen, kein Sitz
- Übrige 2,9 % der Stimmen, kein Sitz

- KO: 14
- Wk: 9
- PiS: 5

### Wappen
| Wappen von Katowice | Blasonierung: „Das Wappen der Stadt Katowice ist geteilt und zeigt als Hauptmotiv einen schwarzen Eisenhammer auf gelbem Grund, der auf einen Amboss schlägt. Das Zahnrad des Eisenhammers ist links angeordnet, während der Hammer nach rechts zeigt. Der Schildfuß ist wiederum geteilt. Oben ist ein brauner Querbalken mit Holzmaserung zu sehen, darunter befindet sich blauer Grund.“ |
| Wappen von Katowice | Wappenbegründung: Der Eisenhammer steht für den Bogutzker Hammer an der Rawa, der die Grundlage für die wirtschaftliche Entwicklung und ein Symbol der frühen Gemeinde war und deshalb bereits 1816 in einem alten Gemeindesiegel auftauchte. Der Holzbalken dient einerseits als Boden für den Hammer, andererseits betont er die Notwendigkeit von Holz für die Eisenverhüttung und somit auch für die Entwicklung der Stadt. Ebenso verhält es sich mit dem blauen Grund, der das Wasser symbolisiert, das für den Betrieb des Eisenhammers und für industrielle Zwecke genutzt wurde. Außerdem wurde für den Bogutzker Hammer das Wasser der Rawa im Hüttenteich aufgestaut. |

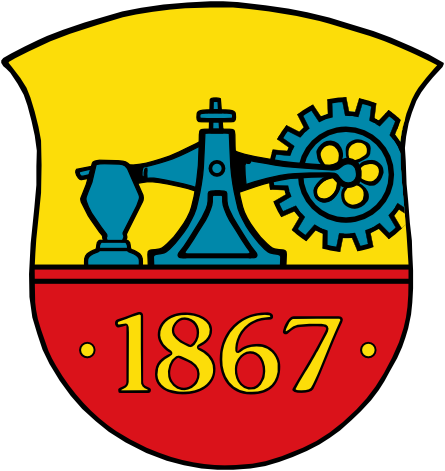
Altes Wappen von Kattowitz, bis 1905 in Gebrauch
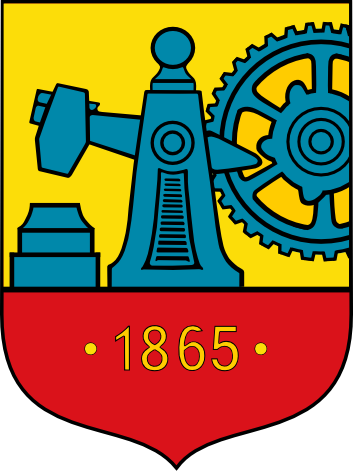
Ehemaliges Wappen von Kattowitz, bis 1922 in Gebrauch
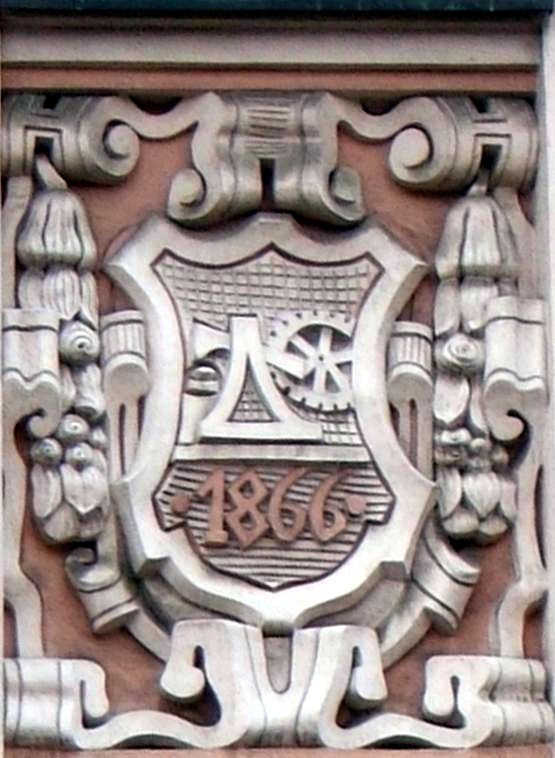
Stadtwappen von Kattowitz an der Fassade eines städtischen Bürgerhauses
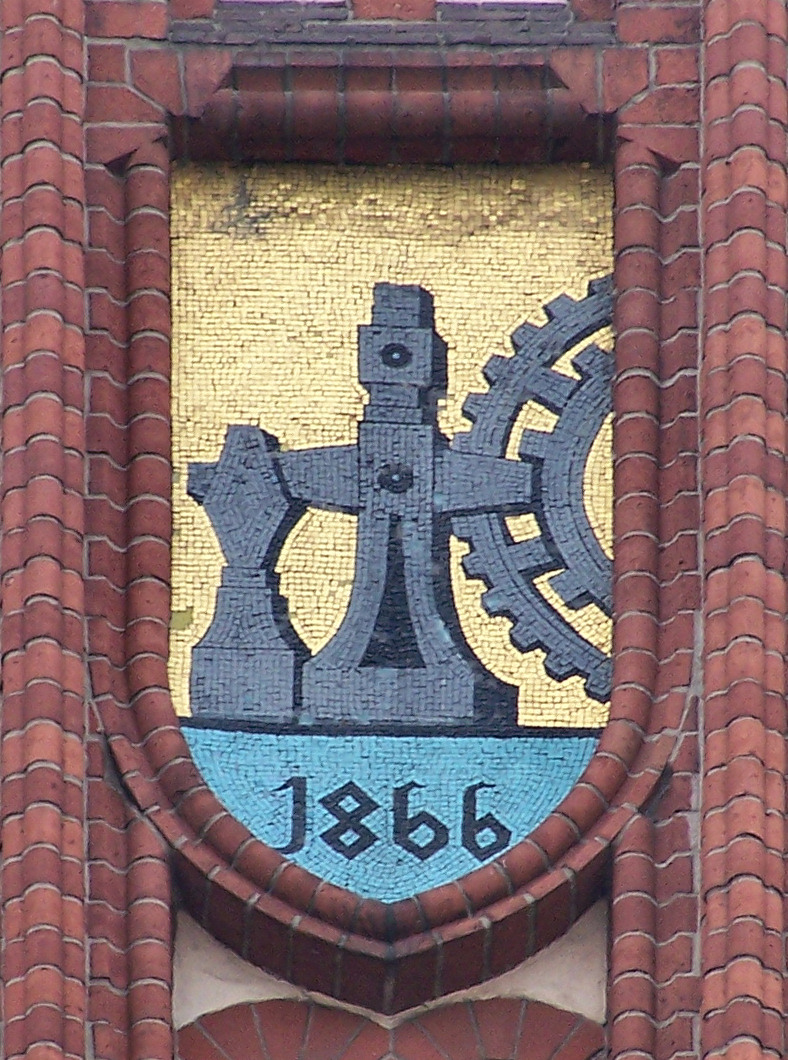
Wappen von Katowice an der Akademia Muzyczna an der Wojewódzka-Straße in Katowice

Nach der erstmaligen Verwendung des Wappens 1816 blieb der Inhalt des Wappens weitgehend unverändert; nur die grafische Gestaltung war gewissen Änderungen unterworfen. Das Wappen wurde nach der Stadterhebung 1865 als offizielles Wappen der Stadt Kattowitz angenommen. Das damalige Wappen zeigte ein größeres Zahnrad und im Schildfuß nur die gelbe Jahreszahl 1866 auf rotem Grund. Die Jahreszahl deutete auf die erste Magistratsversammlung am 14. Mai 1866 hin. 1937 wurde das Wappen bestätigt, jedoch wurde die Jahreszahl gegen einen roten Holzbalken ersetzt. Die letzte Änderung wurde 2005 eingeführt, als das Zahnrad und der Hammer wieder vergrößert sowie der Holzbalken braun gefärbt wurde.

### Städtepartnerschaften
Die Stadt Katowice ist Mitglied verschiedener internationaler Organisationen und Verbände wie Eurocities oder ICLEI und unterhält mit folgenden Städten Partnerschaften:
- Butscha (Ukraine) seit 2022[32]
- Miskolc (Ungarn) seit 1973 (1993 erneuert)
- Mobile (Vereinigte Staaten) seit 1990
- Köln (Deutschland) seit 1991
- Odense (Dänemark) seit 1992
- Groningen (Niederlande) seit 1992
- Saint-Étienne (Frankreich) seit 1994
- Ostrava (Tschechien) seit 1996
- South Dublin County (Irland)
- Shenyang (Volksrepublik China)
- Salzgitter (Deutschland) seit 1962 (Vertriebenenpatenschaft)

## Kultur und Sehenswürdigkeiten

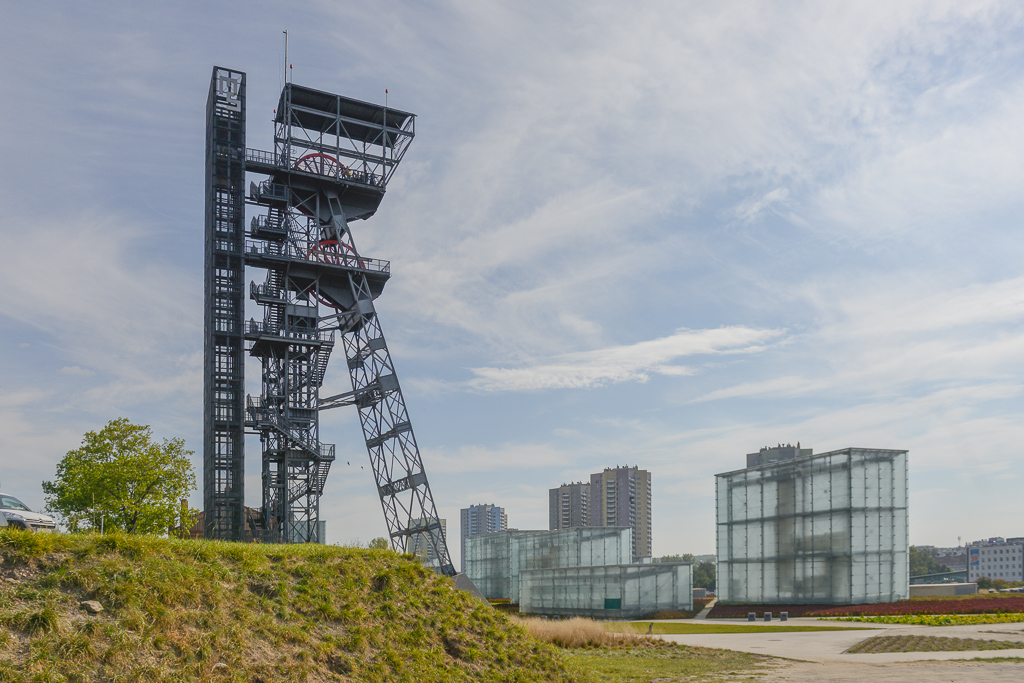
Das Schlesische Museum an seinem neuen Standort

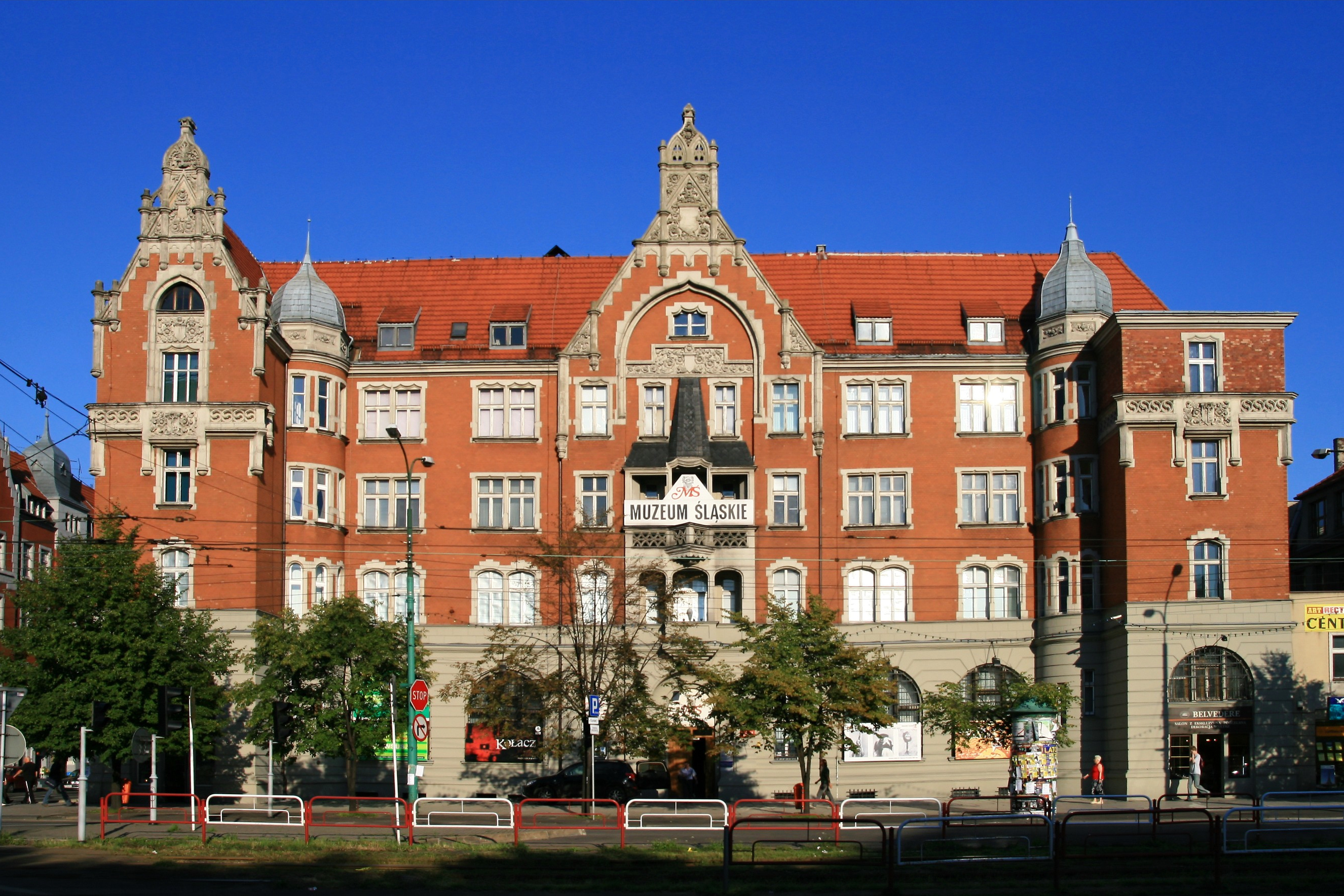
Das Schlesische Museum an seinem alten Standort

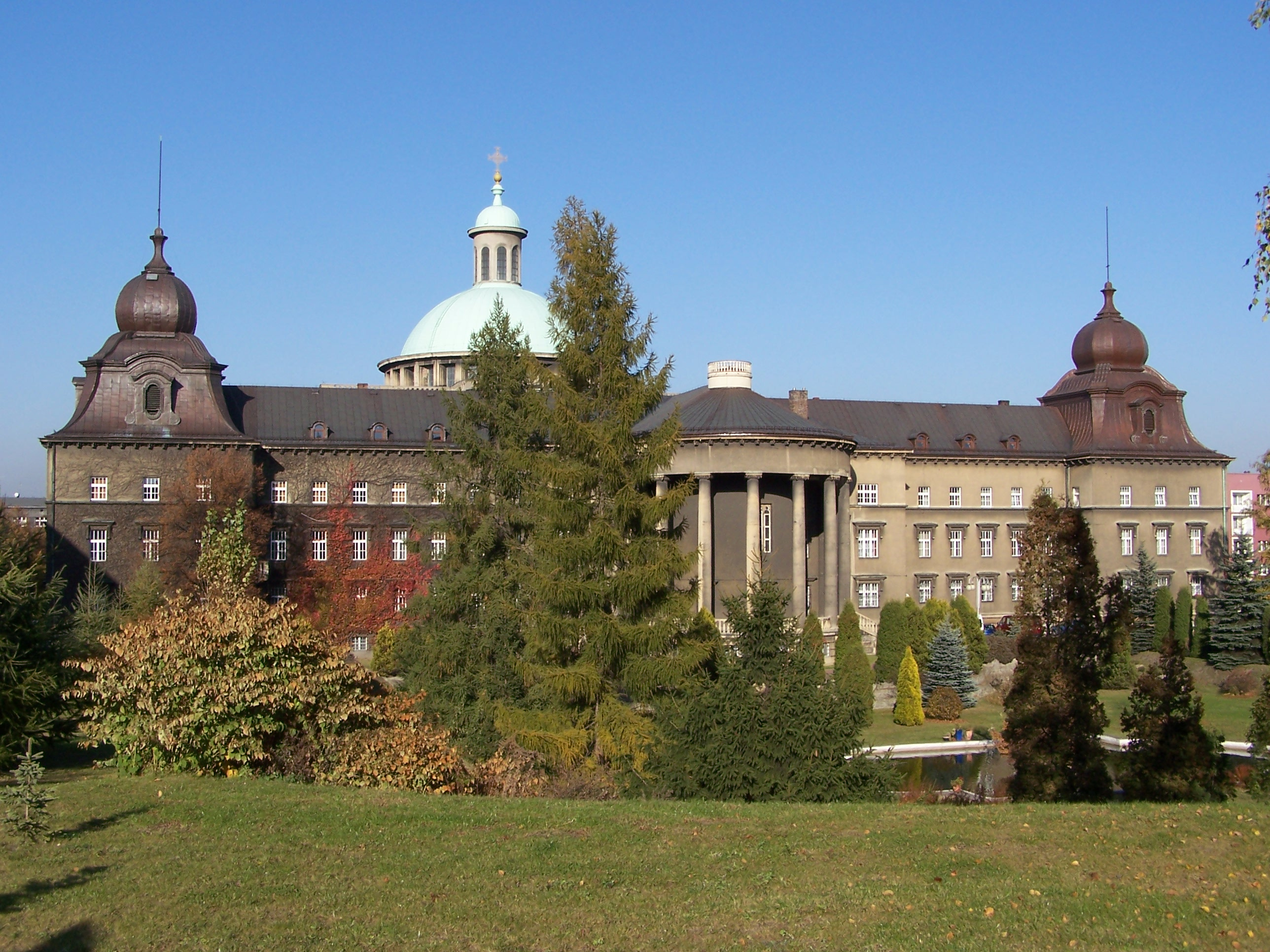
Die Gartenseite des Erzbischöflichen Palasts in Katowice

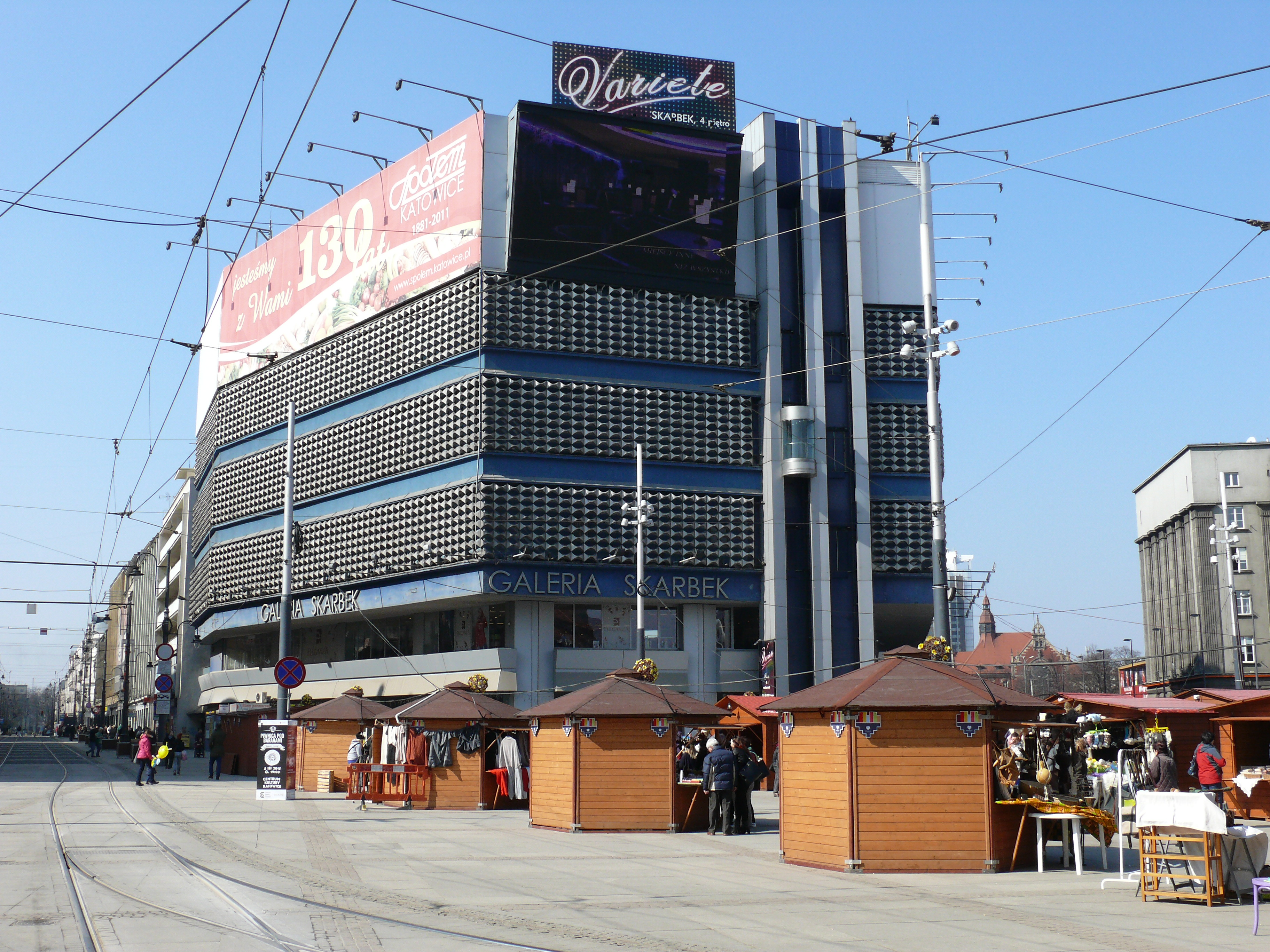
Galeria Skarbek auf dem Rynek

### Museen
- Das bekannteste Museum der Stadt Katowice ist das Schlesische Museum (Muzeum Śląskie). Das Museum wurde kraft des Beschlusses des Schlesischen Parlamentes (Sejm Śląski) am 23. Januar 1929 gegründet. Anfangs wurden die Exponate im Gebäude des Schlesischen Parlamentes ausgestellt, gleichzeitig wurde jedoch mit der Errichtung des modernen, repräsentativen Neubaus, nach dem Projekt des Katowicer Architekten Karol Schayer, für das Museum begonnen. Dieses Gebäude wurde am 8. September 1939 als Symbol der Autonomieanstrengungen Schlesiens und des Polentums von den Deutschen dem Erdboden gleichgemacht, wobei die heilgebliebenen Exponate nach Beuthen in das dort befindliche Oberschlesische Museum geschafft wurden. 1984 wurde das Schlesische Museum neugegründet. Als dessen vorläufiges Quartier wurde ein repräsentatives Neurenaissancegebäude, das ehemalige Grand Hotel Wiener, an der al. Korfantego 3 gewählt. Heute gehören zu seinen Sammlungen vor allem ethnologische und archäologische Exponate, die mit der Stadt und der Region Oberschlesien zusammenhängen. Außerdem befindet sich im Museum eine Gemäldegalerie der polnischen Malerei des 19. und 20. Jahrhunderts, die schon im Gründungsjahr 250 Kunstwerke zählte. Darüber hinaus ist das Museum Ort verschiedener Wanderausstellungen, die thematisch auch andere Regionen betreffen. 1986 begannen erste Planungen, dem Museum eine neue Bleibe zu geben. Hierzu wurde ein Architektenwettbewerb ausgeschrieben, den der Warschauer Architekt Jan Fiszer gewann. Sein Vorschlag kam jedoch nicht zur Ausführung, sondern man nutzte das Gelände der stillgelegten Zeche Ferdinandgrube/KWK Katowice, um dort ein völlig neues Museum zu errichten.[33] Dieses wurde im Sommer 2015 eröffnet.
- Das in seiner heutigen Form 1981 gegründete Museum der Stadtgeschichte (Muzeum Historii Katowic) befindet sich in einem sehenswerten Jugendstilbürgerhaus aus dem Jahr 1908 an der ul. Szafranka 9. Die wichtigste Dauerausstellung behandelt anhand zahlreicher bebilderter Stellwände, originaler Dokumente und ethnologischer Ausstattungsstücke die Geschichte der Stadt von 1299 bis 1990. Darüber hinaus verdienen die über 30 im Museum befindlichen Porträts von Stanisław Ignacy Witkiewicz und Holzschnitte Paweł Stellers Beachtung. Ein ganzes Stockwerk des Gebäudes wird von zwei Wohnungen eingenommen, die noch in ihrer alten Raumaufteilung erhalten sind. Die Ausstattung dieser Wohnungen wurde durch Mobiliar anderer Kattowitzer und oberschlesischer Bürgerhäuser ergänzt. Die Räumlichkeiten dokumentieren das Leben in einer typischen mittelständischen sowie einer großbürgerlichen Wohnung in Kattowitz um die Jahrhundertwende. Ergänzt werden die Museumsbestände durch historische Fotografien und Postkarten von Kattowitz und Porzellan der Firma Giesche.[34]
- Als Zweigstelle des Schlesischen Museums 1990 gegründet, hat sich das Museum der polnischen Bühnenbildner (Centrum Scenografii Polskiej) am Plac Sejmu Śląskiego 2 durch Ausstellungen im Ausland einen internationalen Ruf erworben. Das Museum ist das einzige in Polen, das ausschließlich Requisiten ausstellt, von denen über 7000 zu besichtigen sind.
- Südlich der Christkönigskathedrale befindet sich im Erzbischöflichen Palast an der ul. Jordana 39 das Erzdiözesanmuseum. Eröffnet wurde das Museum, in dem Werke der oberschlesischen Kirchenkunst ausgestellt werden, 1983. Besonders wertvoll sind die gotischen, polychromierten Madonnenfiguren, die, wie die anderen Exponate, aus Kirchen der Umgebung stammen. Daneben finden in der 1987 eröffneten Fra-Angelico-Galerie Wanderausstellungen zum Thema Kirchenkunst statt. Bis zur Fertigstellung der Kathedrale im Jahr 1957 hatte die 1898–1902 erbaute St.-Peter-und-Pauls-Kirche als Bischofskirche gedient.
- Das Paweł-Steller-Museum an der ul. Andrzeja 13 setzt sich mit dem Leben des polnischen Malers und renommierten Holzschnitzers Paweł Steller (1895–1974) auseinander, der viele Jahre seines Lebens in Katowice verbrachte.
- In Europa einmalig ist das 1975 eröffnete Museum des Rechts und der Juristen in Polen (Muzeum Prawa i Prawników Polskich) an der ul. Andrzeja 19. Über 2000 Ausstellungsstücke veranschaulichen die Geschichte der polnischen Rechtsanwälte vom 18. Jahrhundert bis in die Gegenwart und im Zweiten Weltkrieg. Zu den Sammlungen gehören Exponate wie ein Buch der Gesetze und Privilegien des Königreichs Polen von 1739 oder eine Klageschrift von 1756.
- Im Katowicer Stadtteil Panewnik bei Ligota befindet sich an der ul. Panewnicka 76 das Missionsmuseum der Franziskaner. Es wird von den Franziskanern des nahegelegenen Franziskanerklosters geleitet und hat das Wirken des Ordens zum Thema.[35]
- In der Kolonie Giszowiec befindet sich am Marktplatz 3–3a (Plac pod Lipami) das Heimatmuseum Izba Śląska. Es wurde in einem alten Werkswohnhaus eingerichtet und dient als Kulturhaus für oberschlesische Traditionen. Dementsprechend wurde auch das Innere ausgestattet, in dem auch Werke des Malers Ewald Gawlik besichtigt werden können.[36]
- Die Erzengel-Michael-Kirche, eine Schrotholzkirche, wurde als Bestandteil eines geplanten und nicht vollendeten Freilichtmuseums errichtet.

### Theater

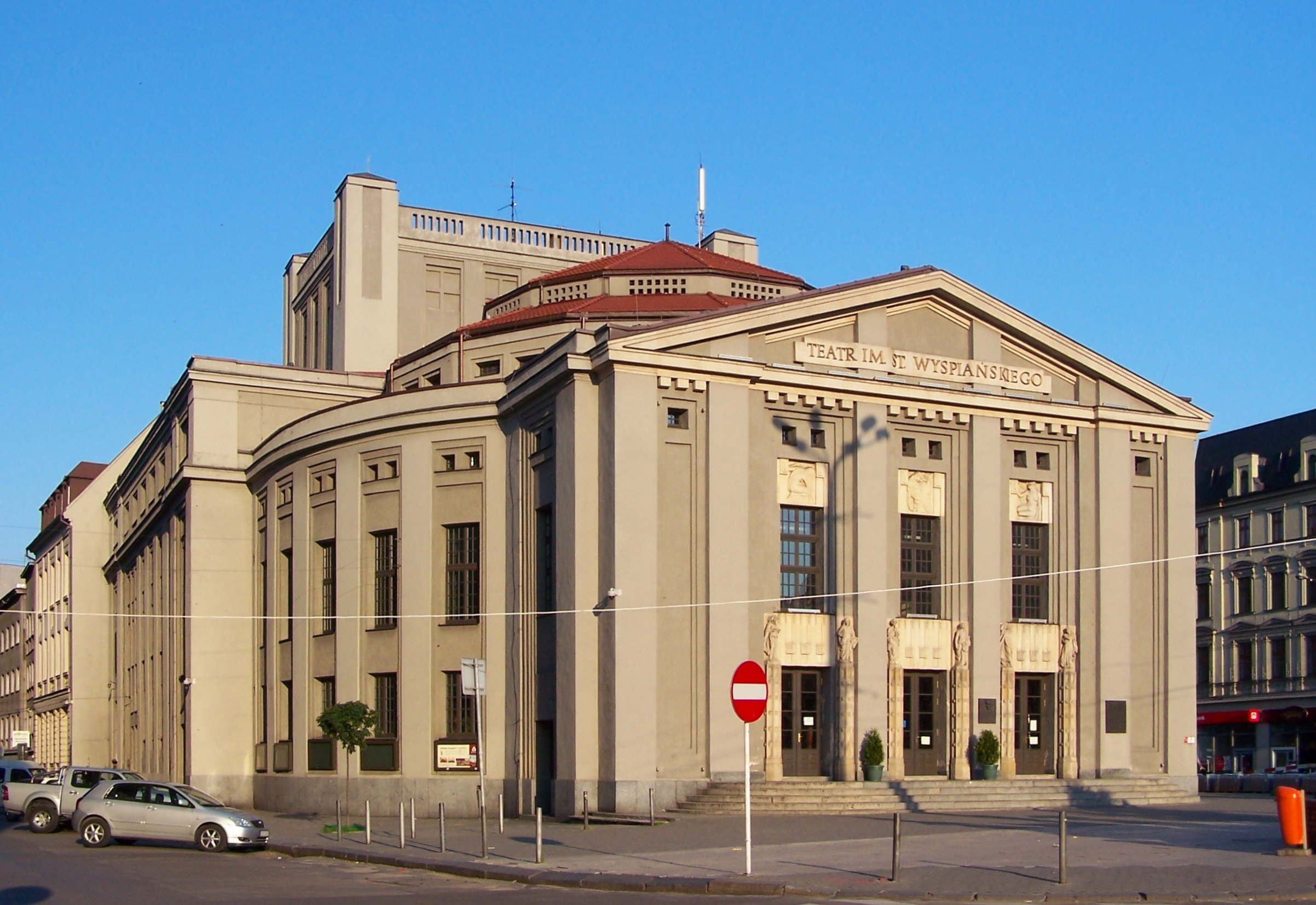
Das Schlesische Theater

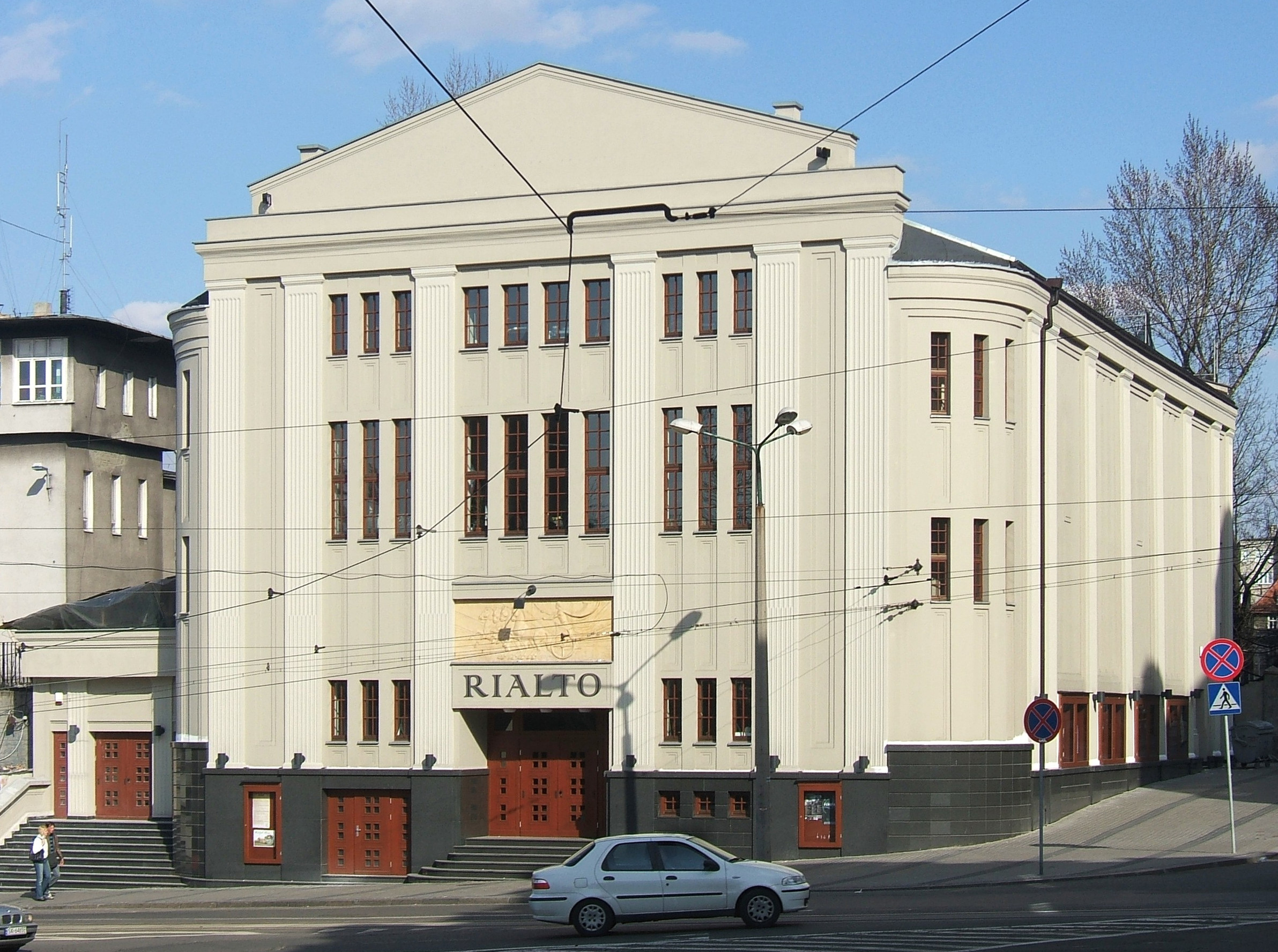
Das Kinotheater Rialto von Westen

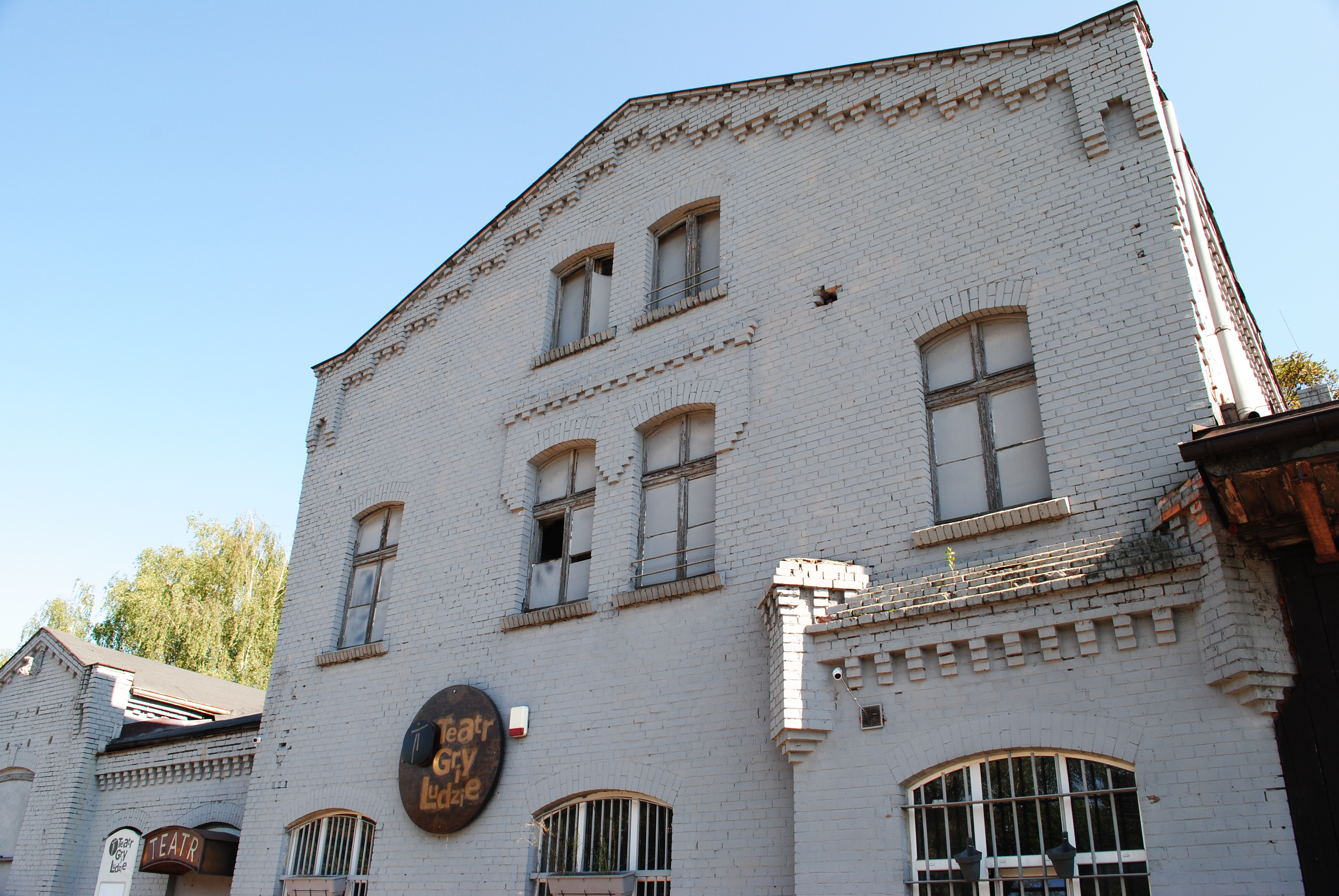
Das Theater Spiele und Menschen

- Das Schlesische Theater (Teatr Śląski im. Stanisława Wyspiańskiego) nimmt nicht nur einen zentralen Platz am Ring in Katowice ein und ist eines der Wahrzeichen der Stadt; es ist auch das größte und wichtigste oberschlesische Theater. Es trägt den Namen des polnischen Malers und Dramatikers Stanisław Wyspiański. Der Bau wurde am 2. Oktober 1907 eröffnet. Der Kölner Architekt Carl Moritz schuf für eine fast 40.000 Einwohner zählende Stadt ein überproportional großes Theater mit 410 Sitzplätzen, das durch sein kulturelles Angebot und auch durch seine Architektur sowie imponierende Größe in eine Großstadt gepasst hätte. Nach der Zuteilung Ostoberschlesiens zu Polen wurde auch das Theater polnisch; es wurde aber aufgrund des am 28. Juni 1919 abgeschlossenen Minderheitenschutzabkommens eine deutsche Theatergemeinde eingerichtet, die von deutschen Bühnen bespielt wurde.
- Das Kinoteatr Rialto an der ul. św. Jana 24 entstand bereits 1913 als Kinotheater Kammerlichtspiele. 1928 wurde auf öffentlichen Druck die deutsche Bezeichnung gegen Rialto ersetzt. Nach seiner Neueröffnung am 11. September 2005 zeigt es vor allem Filme, die Räumlichkeiten wurden aber auch (wie in seinen Anfangsjahren) für Konzerte, Theater und Kabaretts angepasst. Von 2004 bis 2005 wurde das Äußere und Innere des Kinos Rialto renoviert, wobei das Relief über dem Haupteingang, das einen Streitwagen zeigt, sowie das ursprüngliche Aussehen und die Fensteraufteilung der Fassade wiederhergestellt wurden, die im Laufe der Zeit vereinfacht worden waren. Das Innere besticht nun wieder durch seine dem Art déco ähnelnde Ausstattung.[37]
- Der Klub GuGalander an der ul. Jagiellońska 17a ist ein Non-Profit-Theater, das 1986 als Teatr GuGalander gegründet wurde. Außerdem finden hier Diskussionsforen zu Musik, Theater und Film statt.
- Seit 1945 besteht das Schlesische Puppentheater Ateneum (Śląski Teatr Lalki i Aktora Ateneum), das auch das Internationale Puppentheater Festival in Katowice organisiert.
- Am Platz Sejmu Śląskiego 2 hat das Theater Korez seinen Sitz. Das kleine Theater wurde ursprünglich 1992 in Chorzów gegründet und bietet wegen seiner Größe die Möglichkeit, das Publikum in die Veranstaltungen einzubeziehen.[38]
- Auf eine über 20-jährige Geschichte kann das Teatr Cogitatur an der ul. Gliwicka 9a zurückblicken. Die Schauspieler des Cogitatur haben internationale Erfahrung und traten unter anderem auf der Expo 2000 in Hannover auf. Jedes Jahr im September ist das Theater außerdem Ort des Internationalen Theaterfestivals APAR’T (Międzynarodowy Festiwal Teatralny APAR’T).[39]
- Unter der Adresse ul. Kościuszki 88 befindet sich die Kulturinstitution Estrada Śląska. Unter wechselndem Namen und zeitweise als Staatsunternehmen existiert sie seit 1949. In der heutigen Form besteht sie seit den 1990er-Jahren und organisiert verschiedene Veranstaltungen und Festivals, die unter anderem mit Musik und Theater zu tun haben.[40]
- Einen ungewöhnlichen Sitz hat das 1996 gegründete Theater Spiele und Menschen (Teatr Gry i Ludzie), das sich an der al. Niepodległości 2 im ehemaligen Bahnhof von Dąbrówka Mała befindet, wo sich früher eine Kohleverladerampe befand. Das Theater legt großen Wert auf visuelle Veranstaltungen, die es auch außerhalb des Theatersaales und für Kinder aufführt.[41]

### Musik

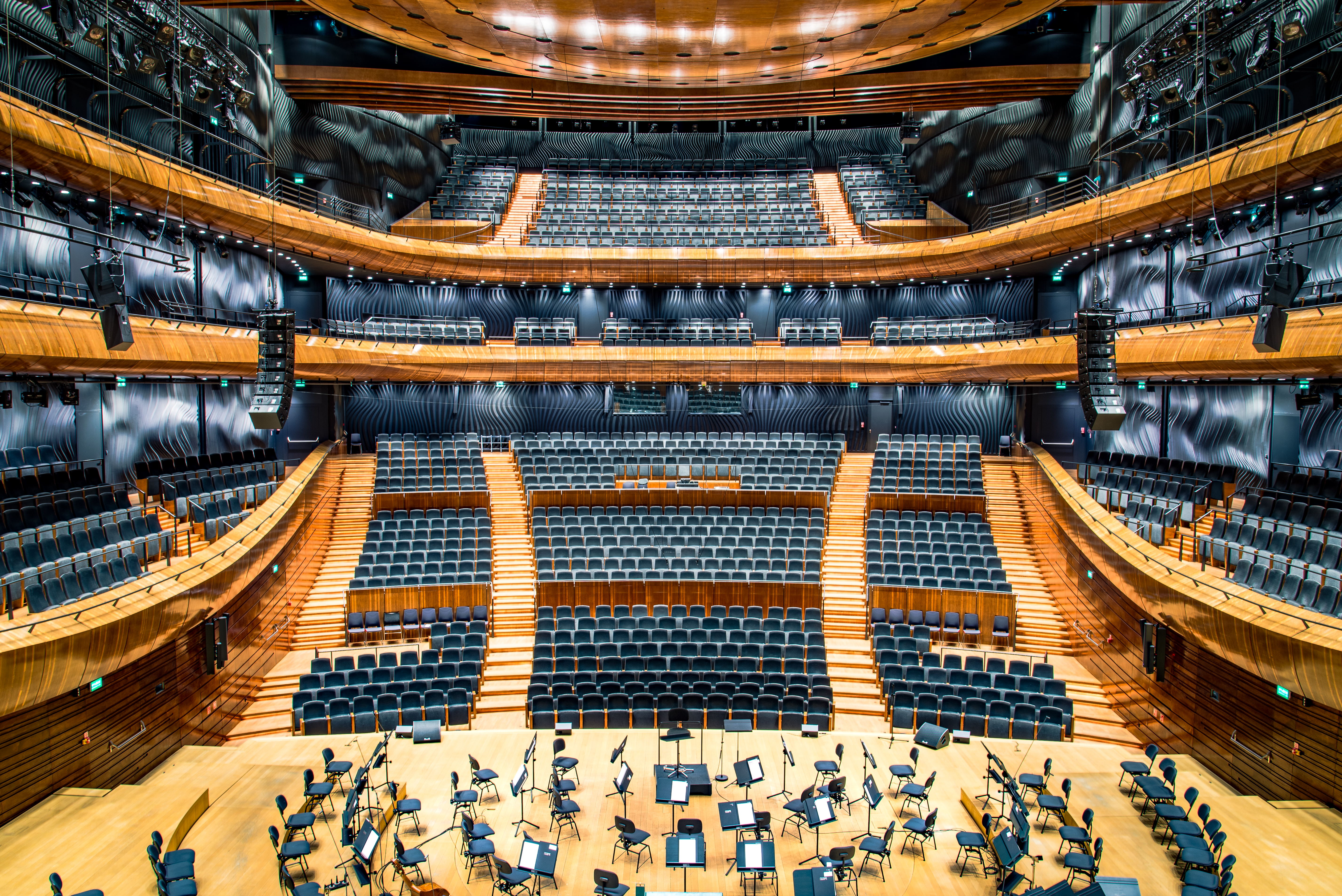
Die neue Konzerthalle des Nationalen Symphonieorchesters des Polnischen Rundfunks

- Die Schlesische Philharmonie (Filharmonia Śląska) veranstaltete am 16. Mai 1945 ihr erstes Konzert. Seitdem hat sie sich zu einer der wichtigsten Musikinstitutionen in Polen entwickelt und ist heute die einzige Philharmonie in Polen, die mit dem Kammerorchester, dem Symphonieorchester und dem Chor drei Musikensembles besitzt. Dem wohl bekanntesten polnischen Dirigenten Grzegorz Fitelberg ist der seit 1979 alle vier Jahre stattfindende Internationale Dirigentenwettbewerb (Międzynarodowy Konkurs Dyrygentów) gewidmet. Die Philharmonie ist in einem Gebäude an der ul. Sokolska 2 untergebracht.[42]
- 1935 wurde in Warschau das Nationale Symphonieorchester des polnischen Rundfunks (Narodowa Orkiestra Symfoniczna Polskiego Radia) ins Leben gerufen. Im Zweiten Weltkrieg war ein Auftreten nicht möglich, das Symphonieorchester wurde aber 1945 in Katowice neu gegründet. Der Sitz des renommierten Orchesters, das zahlreiche Auftritte im Ausland hatte, befindet sich im Oberschlesischen Kulturzentrum am Plac Sejmu Śląskiego 2.[43]
- Am 1. Oktober 2014 wurde ein neues Musikzentrum mit einem neuen Konzertsaal für das Nationale Sinfonieorchester des Polnischen Rundfunks eingeweiht. Diese NOSPR Konzerthalle hat 1800 Plätze und soll zu den besten Konzertsälen Europas gehören.[44]

### Sport

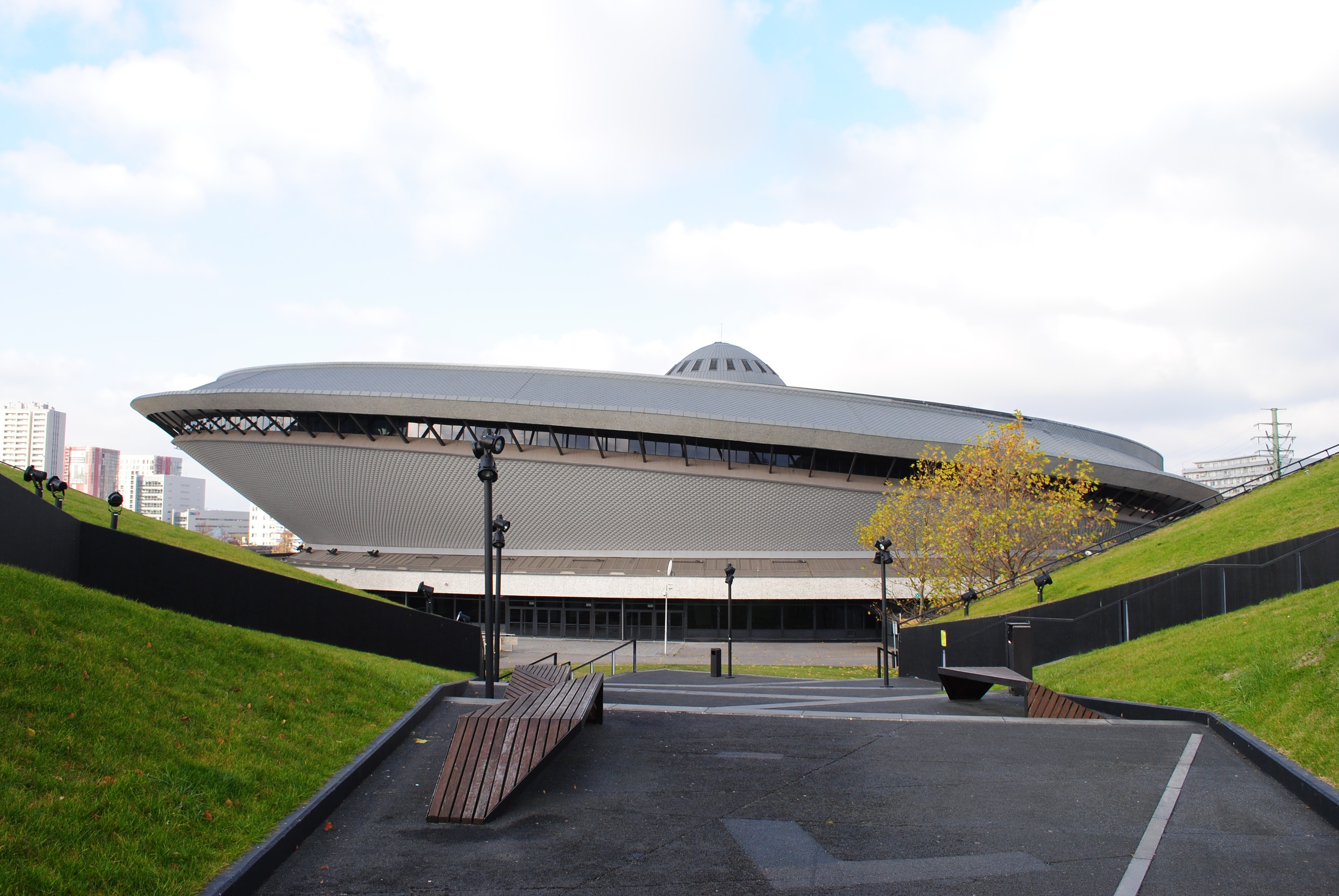
Der Spodek, eine Sport- und Veranstaltungshalle

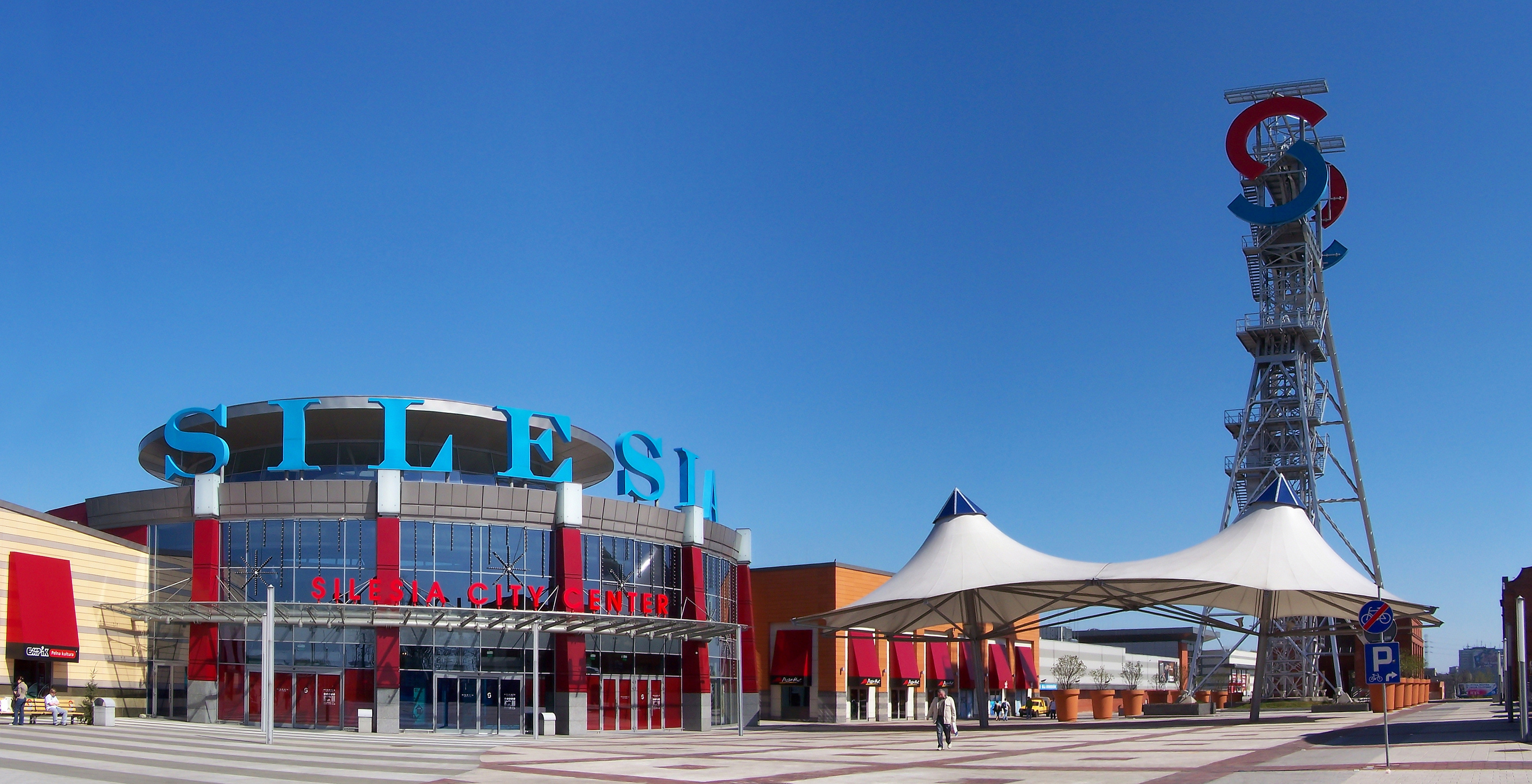
Silesia City Center

- Nach dem Zerfall des 1904 entstandenen Fußballvereins Frisch Auf Kattowitz wurden 1905 die drei Vereine SC Diana Kattowitz, SC Germania Kattowitz sowie der 1. FC Kattowitz (1. FCK) gegründet, die zusammen den Kattowitzer Ballspiel-Verband bildeten. Der 1. FCK war auch nach der Zuteilung Kattowitz’ an Polen der erfolgreichste Sportclub der Stadt und wurde 1927 polnischer Vizemeister. 1945 folgte dann die Auflösung aller „deutschen“ Vereine. Jedoch wurde der 1. FCK im Jahr 2007 von der Bewegung für die Autonomie Schlesiens wiedergegründet und spielt seitdem als 1. FC Katowice in regionalen schlesischen Ligen.
- Der GKS Katowice ist der bedeutendste Fußballverein der Stadt. Er wurde 1964 gegründet und war bereits mehrfach polnischer Pokal- und Superpokalsieger.
- Rozwój Katowice spielte eine Spielzeit in der zweitklassigen 1. Liga.
- Unter dem Namen GKS Katowice besteht auch ein Eishockeyclub, der mehrfach polnischer Meister war.
- Der AWF Mickiewicz Katowice ist ein erst 1999 gegründeter, aber erfolgreicher Basketballverein und polnischer Erstligist.
- Seit 2013 findet das WTA-Turnier von Katowice im Spodek statt.
- In 2014 fand das E-Sport Turnier EMS One Katowice 2014 im Spodek statt.

### Regelmäßige Veranstaltungen
- In Katowice werden jährlich viele verschiedene Festivals und andere Kulturereignisse veranstaltet. Eine der wichtigsten Veranstaltungen der Stadt und der Region ist das Rawa-Blues-Festival, das größte und traditionsreichste Bluesfestival in Polen und seit 1992 auch von internationaler Bedeutung. Erstmals fand es im April/Mai 1981 im Spodek statt und wird jährlich von mehr als 10.000 Menschen besucht.
- Ebenfalls im Spodek wird das jährliche Metalmania-Festival veranstaltet, bei dem seit der Gründung 1986 Metal- und Hard-Rock-Gruppen auftreten.
- Im Katowicer Spodek findet seit 2000 jedes Jahr am 10. November auch die Techno-Veranstaltung Mayday statt.
- Nicht mit Musik zu tun hat das Polnische Regisseursfestival (Ogólnopolski Festiwal Sztuki Reżyserskiej „Interpretacje“), das jährlich im März abgehalten wird und bei dem junge Regisseure, die nicht länger als 15 Jahre tätig sind, die Möglichkeit haben, ihre Werke einem breiten Publikum vorzustellen. Bis 2003 wurde es von Kazimierz Kutz geleitet.
- Seit 2006 findet jährlich das Off-Festival statt, an dem internationale Künstler und Künstlerinnen ihre Musik, Literatur und grafische Kunst vorführen.[45]
- Alle vier Jahre organisiert die Schlesische Philharmonie den Internationalen Dirigentenwettbewerb (Międzynarodowy Konkurs Dyrygentów im. G. Fitelberga), der zu den wichtigsten Wettbewerben seiner Art zählt.
- Darüber hinaus finden in Katowice das Internationale Festival des Militärorchesters (Międzynarodowy Festiwal Orkiestr Wojskowych) und die Internationale Grafikausstellung (Międzynarodowa Wystawa Grafiki Intergrafia) statt.
- Jährlich finden in Katowice E-Sport-Turniere in der Spodek-Arena statt, beispielsweise Wettbewerbe der Intel Extreme Masters Season und der ESL One.[46][47]

## Bauwerke
Der Katowicki Szlak Moderny (Kattowitzer Rundgang der Moderne) präsentiert einen Teil der modernen städtebaulichen Entwicklung der Großstadt.
siehe auch:
- Gebäude des Syndikats der polnischen Eisenhütten
- Gmach Urzędów Niezespolonych
- Dom Henryka Jessa
- Ulica Henryka Dąbrowskiego 24
- Dom Felixów

## Wirtschaft und Infrastruktur

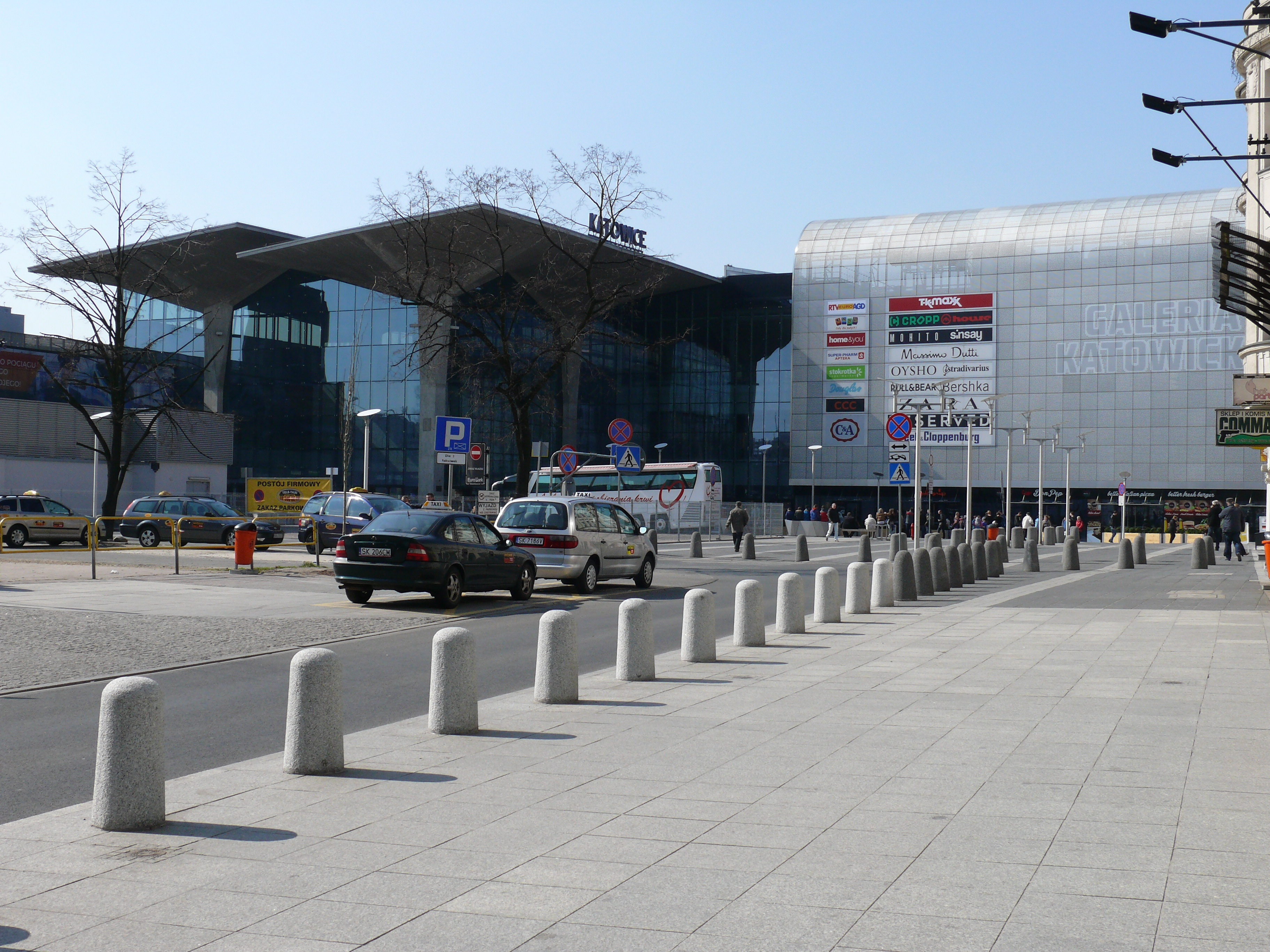
Hauptbahnhof links, rechts schließt direkt die Galeria Katowicka an

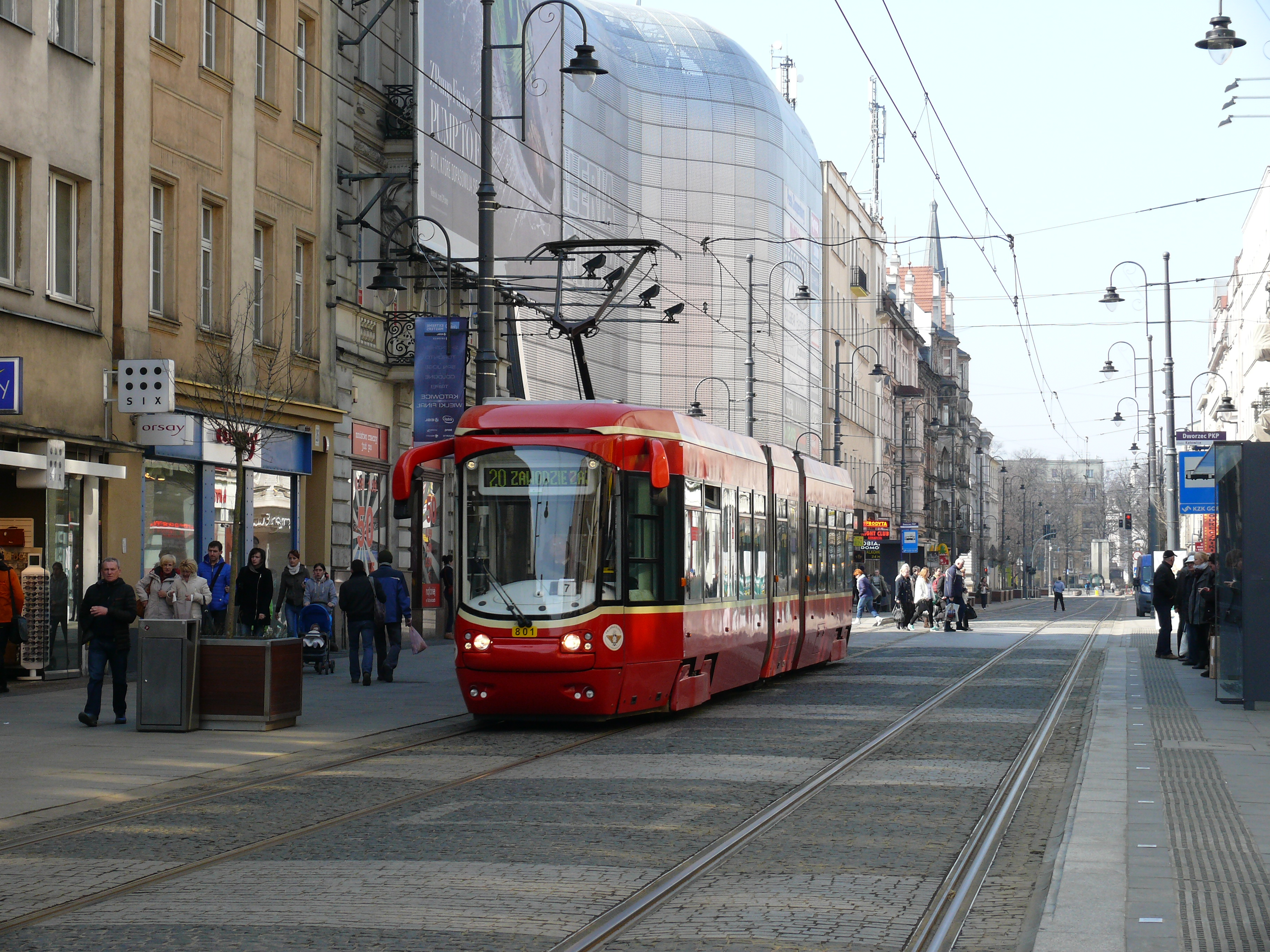
Konstal 116Nd Straßenbahn, genannt „Karlik“

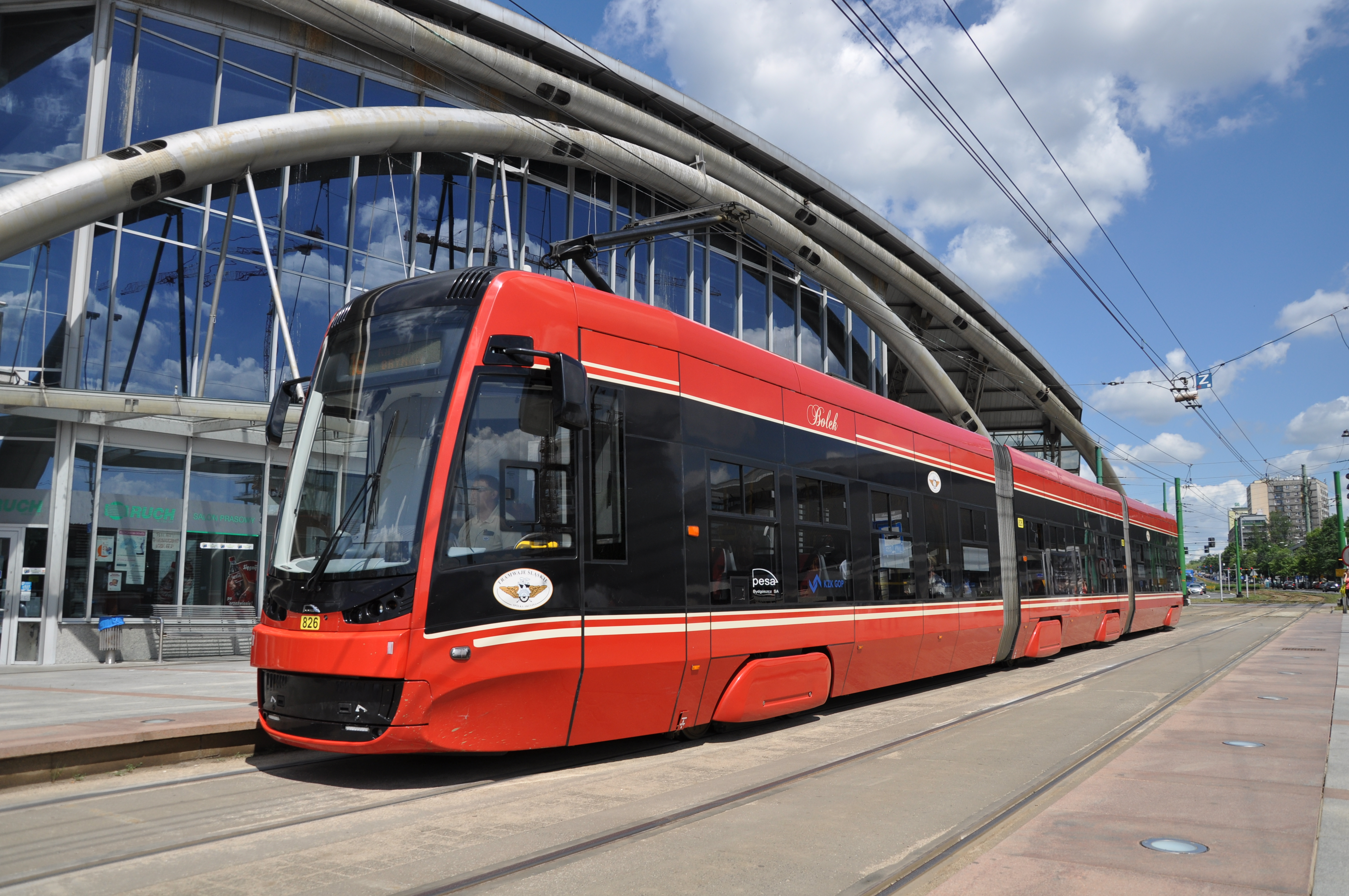
Pesa Twist Straßenbahn

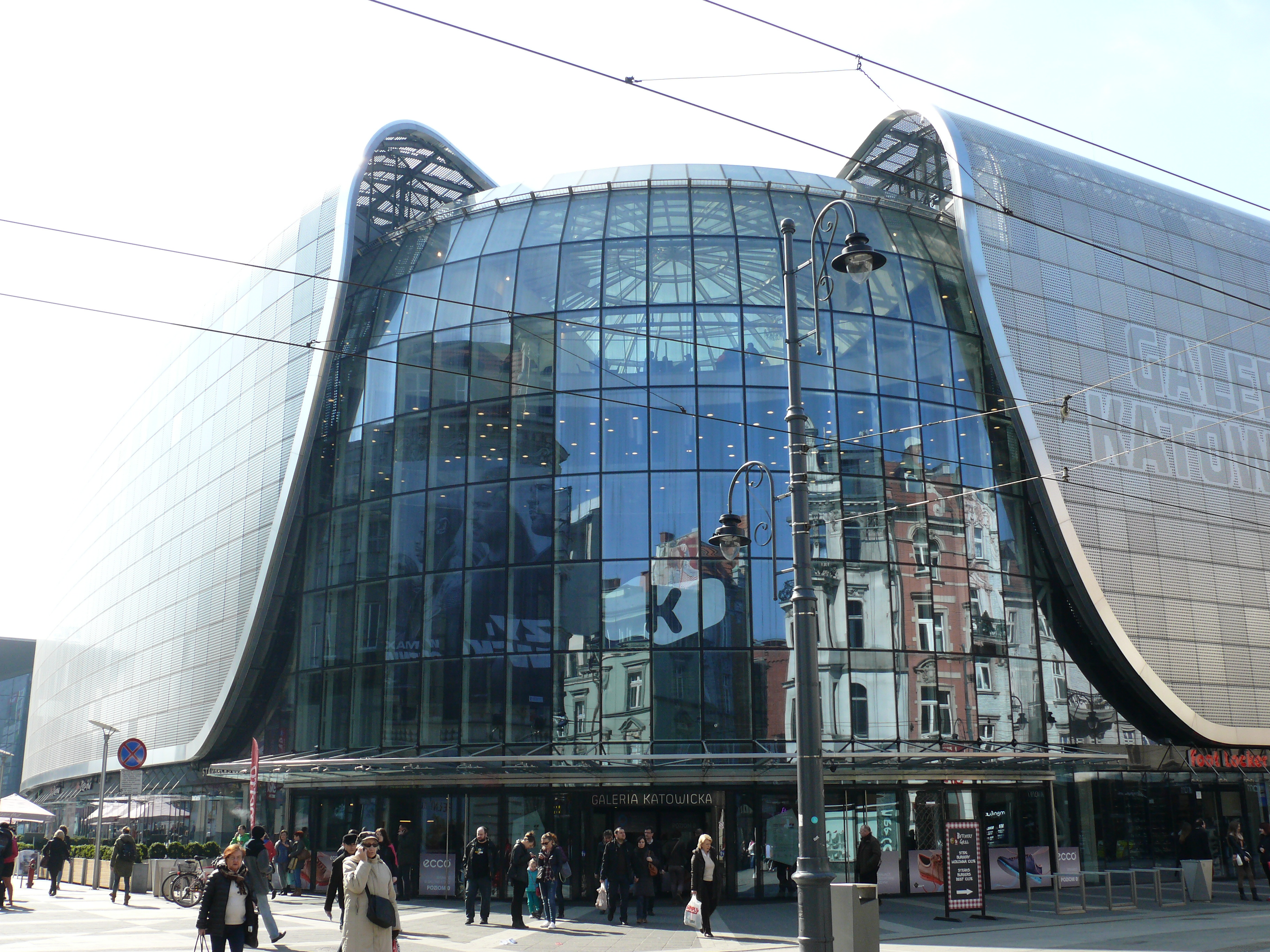
Einkaufszentrum Galeria Katowicka

### Fernverkehr
Die Verkehrsanbindung von Katowice ist im polnischen Vergleich dank der Lage im Ballungsraum des Oberschlesischen Industriegebiets sehr gut.
Die Stadt ist an die wichtige Ost-West-Verbindung, die Autobahn A4 von Dresden nach Krakau, und die Nord-Süd-Verbindung, die Schnellstraße E 75 von Warschau über Częstochowa nach Bielsko-Biała angeschlossen. Rund 20 km westlich der Stadt in Gliwice-Sośnica liegt ein großes Autobahnkreuz der A4 und der neuen polnischen Nord-Süd-Verbindung, der Autobahn A1. Es besteht eine Schnellstraßen-Direktverbindung von Katowice nach Skoczów (E 75) nahe der tschechischen Grenze und in das nordöstlich gelegene Olkusz (E 40). Weiterhin verbindet die sog. Drogowa Trasa Średnicowa (DTŚ) Katowice mit allen Nachbarstädten bis nach Gliwice; im Norden des Stadtzentrums bildet sie mit der innerstädtischen ul. Korfantego das Rondo Generała Jerzego Ziętka, einen großen Kreisverkehr. Es wird geplant diese Trasse nach Osten und Nordwesten weiter auszubauen. Insgesamt wird die Innenstadt im Norden von der Staatsstraße 79, im Osten von der 86, im Süden von der A4 sowie im Westen von der 81 umfasst, die faktisch eine Ringstraße bilden.
Der Bahnhof Kattowitz ist einer der wichtigsten Eisenbahnknotenpunkte Polens. Von hier sind neben den Regionalverbindungen alle wichtigen polnischen Städte zu erreichen und es bestehen Direktverbindungen zu bedeutenden Städten in den Nachbarländern wie Berlin, Hamburg, Wien, Prag oder Bratislava.
Des Weiteren bestehen direkte Nachtzugverbindungen mit den folgenden Destinationen: Danzig / Gdynia, Kołobrzeg, Świnoujście, Berlin, Wien.

### Nahverkehr
Katowice ist durch das Netz der Straßenbahn im oberschlesischen Industriegebiet mit den wichtigsten Nachbarstädten verbunden. Beim Verkehrsunternehmen Tramwaje Śląskie ist es der größte Aktionär. Alle Linien sind in den kommunalen Verkehrsverbund ZTM integriert. Es verfügt auch über ein Busnetz, das von PKS Katowice betrieben wird. Die Spurweite der Gleise ist Normalspur.
Katowice ist der Sitz des regionalen Eisenbahnverkehrsunternehmens und ein zentraler Umsteigepunkt der Koleje Śląskie.

### Flughafen
30 km vom Stadtzentrum entfernt befindet sich der Flughafen Katowice mit internationalen Linienflügen. 4 km vom Stadtzentrum entfernt liegt der Flugplatz Katowice-Muchowiec, der nur der allgemeinen Luftfahrt dient.

### Wirtschaft
Katowice bildet das Zentrum der Katowicer Sonderwirtschaftszone (polnisch Katowicka Specjalna Strefa Ekonomiczna). Traditionell sind besonders der Bergbau und die Hüttenindustrie nebst Maschinenbau stark vertreten. Im Zuge des Strukturwandels wurden diese Unternehmen der Schwerindustrie jedoch häufig verkleinert oder aufgelöst. So entstand beispielsweise an Stelle des stillgelegten Steinkohlenbergwerks Gottwald das Einkaufszentrum Silesia City Center. Durch die Überbauung des Plac Wilhelma Szewczyka und den Umbau des Hauptbahnhofs entstand das Einkaufszentrum Galeria Katowicka.
Unter anderen die folgenden Firmen haben in Katowice investiert: IBM, Capgemini, Unilever, Rockwell Automation, Oracle, PwC, Deloitte, Vattenfall, Kroll Ontrack, ING, ABB, Bombardier, Mentor Graphics und United Pan-Europe Communications. Trotz des Strukturwandels haben die beiden großen Bergbaugesellschaften, die Kompania Węglowa S.A. und die Katowicki Holding Węglowy, weiterhin ihren Sitz in der Stadt.

## Bildung und Forschung

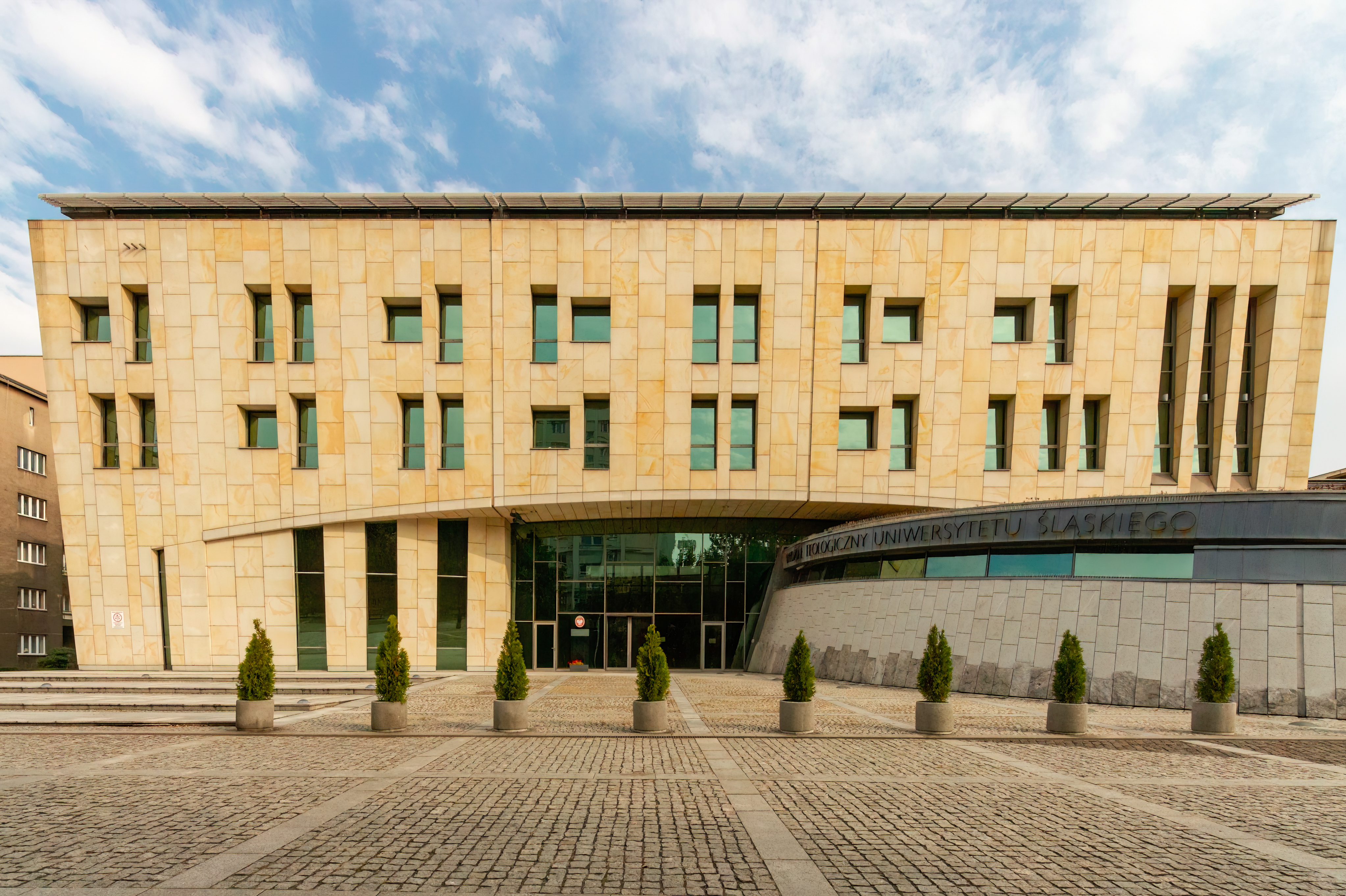
Die theologische Fakultät

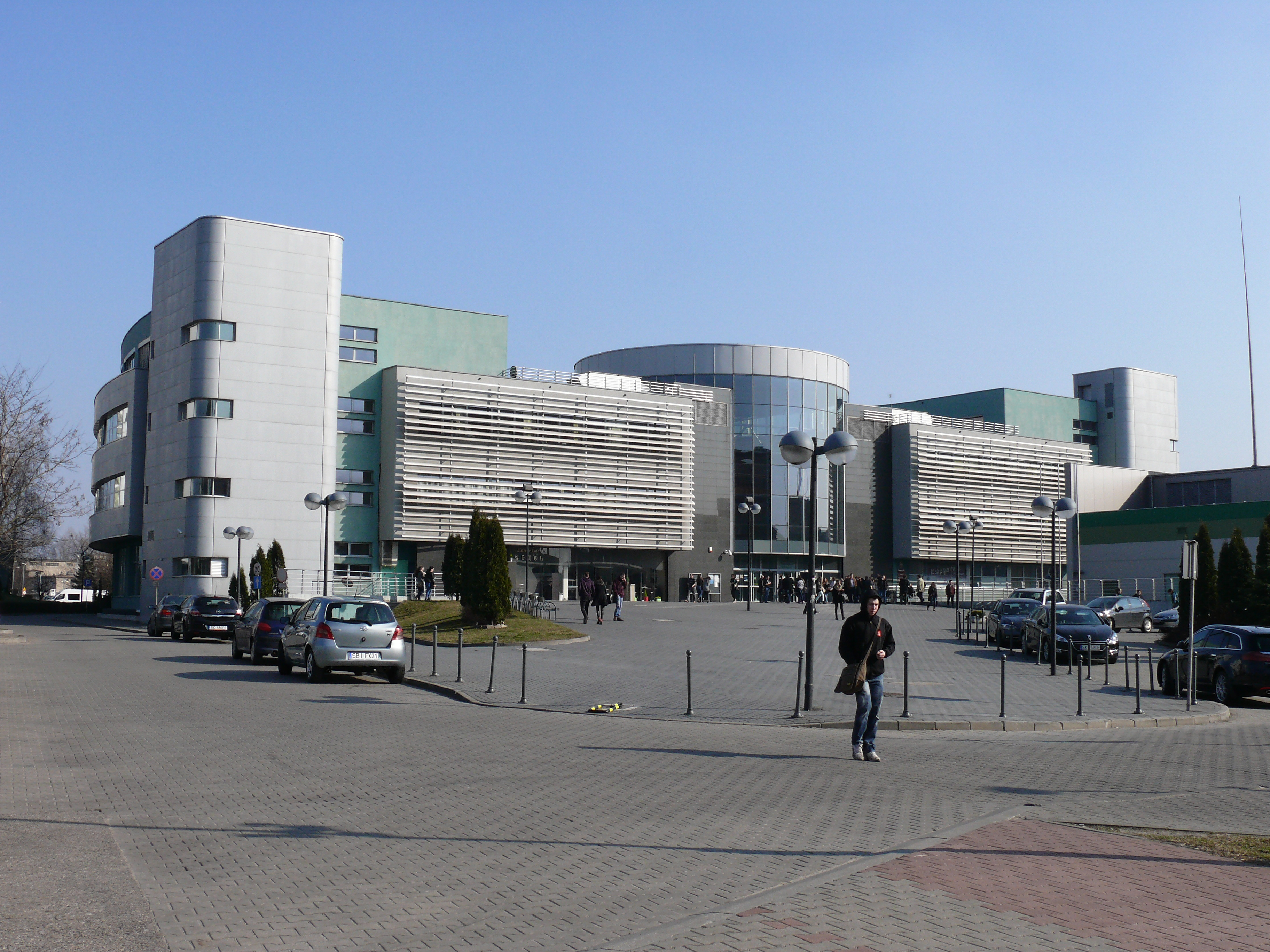
Juristische Fakultät

Nach wie vor ist Katowice nicht nur das wirtschaftliche und politische, sondern auch das kulturelle Zentrum des Oberschlesischen Industriereviers. Den anhaltenden Strukturwandel in Katowice und den Rückgang der Bedeutung der Schwerindustrie kann man auch am Beispiel der Hochschulen und Universitäten sehr gut beobachten, von denen es in der Stadt mittlerweile über 20 gibt. Die größte von ihnen ist die Schlesische Universität (Uniwersytet Śląski) an deren sechs Niederlassungen in Sosnowiec, Cieszyn, Jastrzębie-Zdrój, Chorzów, Rybnik und Katowice 45.716 Studenten studieren. Geforscht wird in zahlreichen Bereichen (z. B. Medizin und Physik). Die kleinsten Katowicer Hochschulen zählen hingegen lediglich einige hundert Studenten. Außerdem ist in Katowice ein Teil der Schlesischen Technischen Universität untergebracht. Hier wird in den Bereichen Metallurgie, Materialwissenschaften und Logistik geforscht.
Alle Katowicer Hochschulen zusammen bieten etwa 100.000 Studierenden einen Studienplatz an. In den letzten 15 Jahren hat sich diese Zahl mehr als vervierfacht. Statistisch gesehen besitzen 67 % der 20- bis 24-jährigen Katowicer die Hochschulreife oder haben einen Fachhochschulabschluss, während vergleichsweise weniger als 30 % der 25- bis 29-jährigen ein Universitätsstudium abgeschlossen haben. Noch deutlicher wird diese Tendenz, wenn man den Prozentsatz der Universitätsabsolventen unter der Katowicer Gesamtbevölkerung betrachtet, der nur 16 % beträgt. Darüber hinaus wird der hohe Bildungsstandard durch 55 Grundschulen (szkoła podstawowa), 35 Mittelschulen (gimnazjum), ebenso viele Gymnasien (liceum) und 45 Berufsoberschulen (Technikum) in allen Altersgruppen gewährleistet.

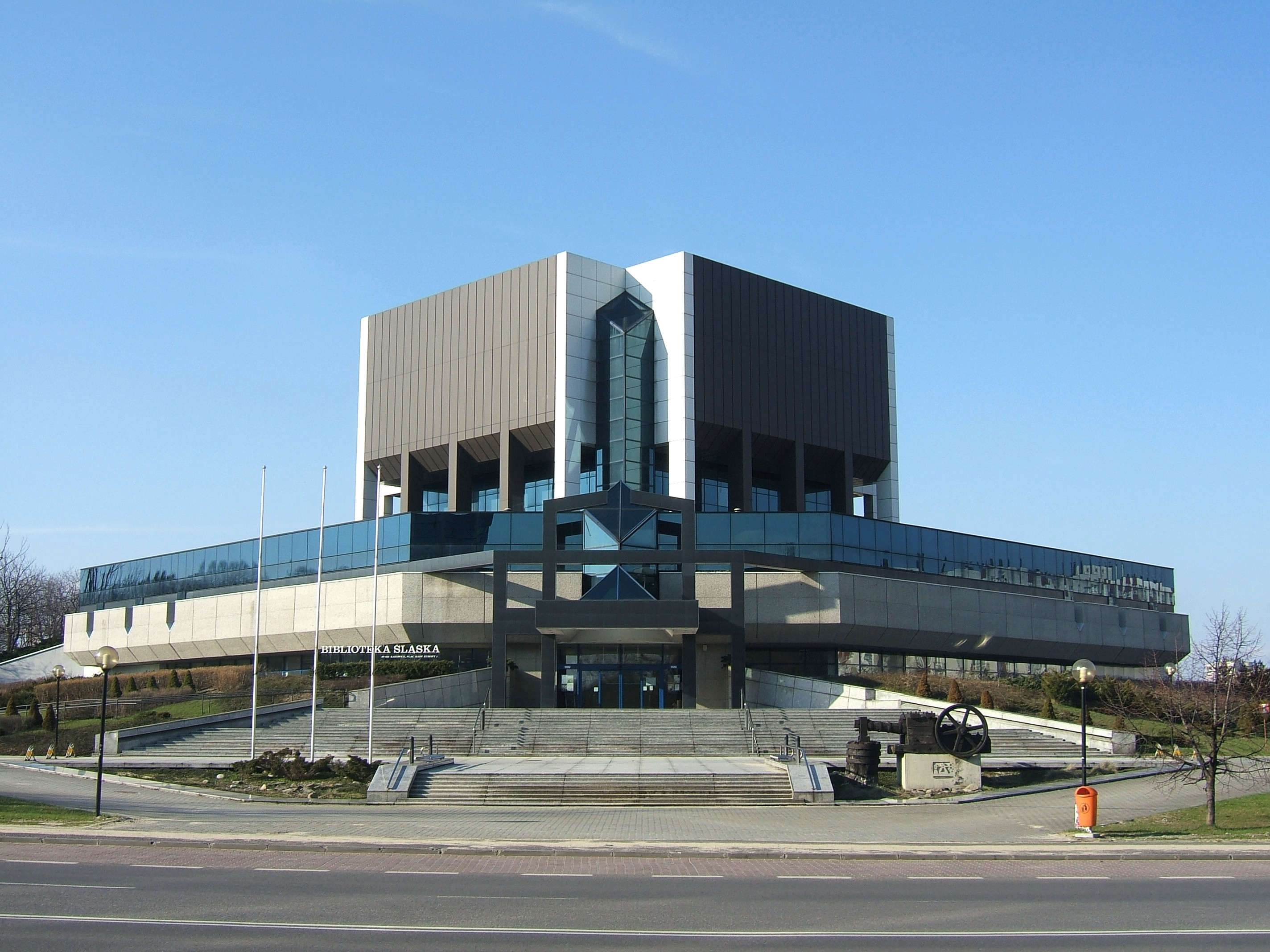
Schlesische Bibliothek

Erwähnenswert sind außerdem die 50 Bibliotheken im Stadtgebiet, von denen die modernste Bibliothek Polens, die Schlesische Bibliothek (Biblioteka Śląska) besonders hervorzuheben ist. Gegründet wurde sie 1922/1924 als Bibliothek des Schlesischen Parlaments und nahm in den 30er-Jahren öffentlichen Charakter an. Seit 1934 war die Bibliothek in einem klassisch-modernen Gebäude an der ul. Francuska untergebracht, dessen Räumlichkeiten aber bald nicht mehr genügend Platz boten, da die Bibliothek seit 1969 das Pflichtexemplarrecht besitzt. 1989 wurde mit dem Bau des neuen Bibliothekssitzes am Platz Rady Europy 1 begonnen, der am 24. Oktober 1998 eingeweiht wurde. Seitdem besitzt Katowice einen Bibliotheksbau von europäischem Maßstab. Die Bestände der Bibliothek umfassen eine Million Bände, darunter auch die oberschlesische Abteilung Silesiana, sowie alte Handschriften und Karten.
1972 wurde das Institute for Ecology of Industrial Areas (IETU, poln. Instytut Ekologii Terenów Uprzemysłowionych) – seit 1992 unter diesem Namen – gegründet. Hier wird u. a. über Flächenkreislaufwirtschaft geforscht.

## Persönlichkeiten
Bekannte, in Katowice geborene Persönlichkeiten sind unter anderem der Künstler Hans Bellmer, die Physikerin und Nobelpreisträgerin Maria Goeppert-Mayer, der SS-Funktionär Wolfgang Otto, der Journalist Henryk M. Broder sowie die ehemalige EU-Kommissarin Elżbieta Bieńkowska.